# Leichtathletik-Weltmeisterschaften 2011/Marathon der Männer

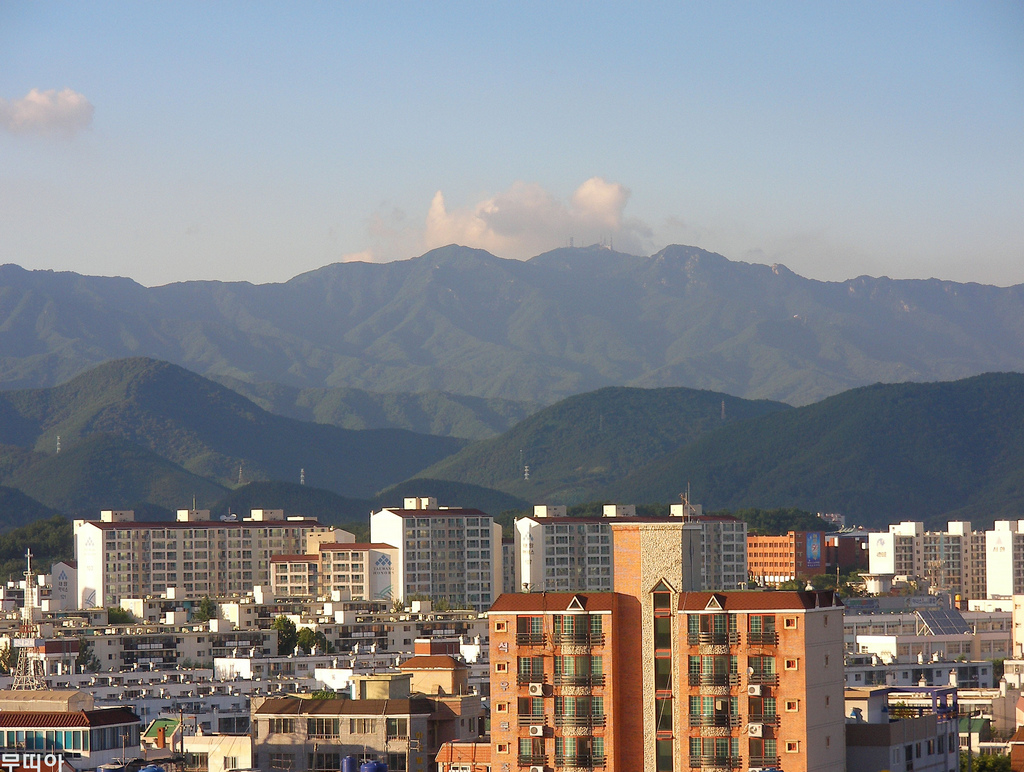
Die Stadt Daegu mit Bergpanorama im Jahr 2007

Der Marathonlauf der Männer bei den Leichtathletik-Weltmeisterschaften 2011 wurde am 4. September 2011 um 9:00 Ortszeit in den Straßen der südkoreanischen Stadt Daegu ausgetragen und war der dritte Lauf des World Marathon Majors des Jahres.
Wie schon bei den  Weltmeisterschaften vor zwei Jahren durften die Läufer aus Kenia in diesem Wettbewerb einen Doppelsieg feiern. Weltmeister wurde Titelverteidiger Abel Kirui. Er gewann vor Vincent Kipruto. Bronze ging an den Äthiopier Feyisa Lilesa.
Außerdem gab es wieder eine Teamwertung, den sogenannten Marathon-Cup. Erlaubt waren fünf Läufer je Nation, von denen für die Wertung die Zeiten der jeweils besten drei addiert wurden. Dieser Wettbewerb zählte allerdings nicht zum offiziellen Medaillenspiegel. Es siegte die Mannschaft aus Kenia vor Japan und Spanien.

## Bestehende Rekorde
| Weltrekord | 2:03:59 h | Haile Gebrselassie | Berlin-Marathon 2008, Deutschland | 28. September 2008 |
| WM-Rekord  | 2:06:55 h | Abel Kirui         | WM 2009 in Berlin, Deutschland    | 22. August 2009    |

Der bestehende WM-Rekord wurde bei diesen Weltmeisterschaften nicht eingestellt und nicht verbessert.
Es wurde ein Landesrekord aufgestellt:

2:38:33 h – Sangay Wangchuk, Bhutan

## Doping
In diesem Wettbewerb wurden drei Marokkaner wegen Verstoßes gegen die Antidopingbestimmungen disqualifiziert:
- Abderrahime Bouramdane, zunächst Vierter Die IAAF sperrte den Läufer wegen Unregelmäßigkeiten in seinem Biologischen Pass für zwei Jahre. Alle seine seit dem 14. April 2011 erzielten Resultate wurden annulliert.[2]
- Ahmed Baday, zunächst auf Rang 24. Er hatte verbotene Substanzen eingesetzt, seine seit dem 26. März 2010 erzielten Resultate wurden für die nächsten zwei Jahre gestrichen.[3]
- Abderrahim Goumri, Ziel nicht erreicht. Er wurde zusammen mit acht weiteren Sportlern bei Nachtests des Verstoßes gegen die Antidopingbestimmungen überführt. In seinem Fall ging es konkret um Unregelmäßigkeiten in seinem Biologischen Pass. Schon seit 2009 waren Verdachtsmomente aufgetaucht und sein Verband sperrte ihn schließlich für vier Jahre.[4]

## Ergebnis

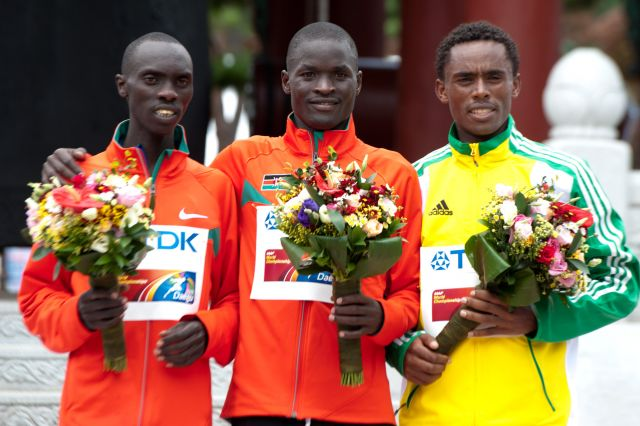
Siegerehrung (v. l. n. r.): Vincent Kipruto, Abel Kirui Feyisa Lilesa

4. September, 9:00 Uhr
| Platz | Athlet                    | Land                | Zeit (h)   |
| ----- | ------------------------- | ------------------- | ---------- |
|       | Abel Kirui                | Kenia               | 2:07:38 SB |
|       | Vincent Kipruto           | Kenia               | 2:10:06    |
|       | Feyisa Lilesa             | Äthiopien           | 2:10:32 SB |
| 04    | David Barmasai Tumo       | Kenia               | 2:11:39    |
| 05    | Eliud Kiptanui            | Kenia               | 2:11:50    |
| 06    | Hiroyuki Horibata         | Japan               | 2:11:52    |
| 07    | Ruggero Pertile           | Italien             | 2:11:57    |
| 08    | Stephen Kiprotich         | Uganda              | 2:12:57    |
| 09    | Kentarō Nakamoto          | Japan               | 2:13:10    |
| 10    | Rachid Kisri              | Marokko             | 2:13:24    |
| 11    | Eshetu Wendimu            | Äthiopien           | 2:13:37    |
| 12    | Marius Ionescu            | Rumänien            | 2:15:32 PB |
| 13    | Dong Guojian              | Volksrepublik China | 2:15:45 SB |
| 14    | David Webb                | Großbritannien      | 2:15:48 SB |
| 15    | Cuthbert Nyasango         | Simbabwe            | 2:15:56 SB |
| 16    | Beraki Beyene             | Eritrea             | 2:16:03 SB |
| 17    | Yūki Kawauchi             | Japan               | 2:16:11    |
| 18    | Alexei Sokolow            | Russland            | 2:16:23    |
| 19    | Bat-Otschiryn Ser-Od      | Mongolei            | 2:16:41    |
| 20    | Alexei Sokolow            | Russland            | 2:16:48    |
| 21    | Lee Merrien               | Großbritannien      | 2:16:59    |
| 22    | Jeong Jin-hyeok           | Südkorea            | 2:17:04    |
| 23    | Li Zicheng                | Volksrepublik China | 2:17:35    |
| 24    | José Manuel Martínez      | Spanien             | 2:17:44    |
| 25    | Rafael Iglesias           | Spanien             | 2:17:45 SB |
| 26    | Lee Myong-seung           | Südkorea            | 2:18:05    |
| 27    | Yoshinori Oda             | Japan               | 2:18:05    |
| 28    | Pablo Villalobos          | Spanien             | 2:18:12    |
| 29    | Mike Morgan               | USA                 | 2:18:30 SB |
| 30    | Urige Buta                | Norwegen            | 2:20:16    |
| 31    | Wu Shiwei                 | Volksrepublik China | 2:21:12    |
| 32    | Jesper Faurschou          | Dänemark            | 2:21:15    |
| 33    | Hwang Jun-Hyeon           | Südkorea            | 2:21:54 SB |
| 34    | Mike Tebulo               | Malawi              | 2:22:45 SB |
| 35    | Mike Sayenko              | USA                 | 2:22:49 SB |
| 36    | Yukihiro Kitaoka          | Japan               | 2:23:11 SB |
| 37    | Jeff Eggleston            | USA                 | 2:23:33    |
| 38    | Hwang Jun-suk             | Südkorea            | 2:23:47    |
| 39    | Nicholas Arciniaga        | USA                 | 2:24:06    |
| 40    | Anton Kosmač              | Slowenien           | 2:24:16    |
| 41    | Samuel Goitom             | Eritrea             | 2:25:42 SB |
| 42    | Kim Min                   | Südkorea            | 2:27:20 SB |
| 43    | Sergio Reyes              | USA                 | 2:29:15 SB |
| 44    | Coolboy Ngamole           | Südafrika           | 2:30:01    |
| 45    | Bekir Karayel             | Türkei              | 2:33:20 SB |
| 46    | Ruben Sanca               | Kap Verde           | 2:34:40    |
| 47    | Jhon Lennon Casallo       | Peru                | 2:36:43    |
| 48    | Modike Lucky Mohale       | Südafrika           | 2:38:22 SB |
| 49    | Sangay Wangchuk           | Bhutan              | 2:38:33 NR |
| DNF   | Jeff Hunt                 | Australien          |            |
| DNF   | Khalid Kamal Yaseen       | Bahrain             |            |
| DNF   | Yared Asmerom             | Eritrea             |            |
| DNF   | Yonas Kifle               | Eritrea             |            |
| DNF   | Michael Tesfay            | Eritrea             |            |
| DNF   | Chala Dechase             | Äthiopien           |            |
| DNF   | Gebregziabher Gebremariam | Äthiopien           |            |
| DNF   | Bazu Worku                | Äthiopien           |            |
| DNF   | Zohar Zemiro              | Israel              |            |
| DNF   | Benjamin Kolum Kiptoo     | Kenia               |            |
| DNF   | Ali Mabrouk El Zaidi      | Libyen              |            |
| DNF   | Adil Annani               | Marokko             |            |
| DNF   | David Ngakane             | Südafrika           |            |
| DNF   | Daniel Kipkorir           | Uganda              |            |
| DNF   | Nicholas Kiprono          | Uganda              |            |
| DOP   | Abderrahime Bouramdane    | Marokko             | 2:10:55    |
| DOP   | Ahmed Baday               | Marokko             | 2:17:59    |
| DOP   | Abderrahim Goumri         | Marokko             | DNF        |

## Marathon-Cup
| Platz | Land                | Athleten                                              | Zeit (h) |
| ----- | ------------------- | ----------------------------------------------------- | -------- |
| 01    | Kenia               | Abel Kirui Vincent Kipruto David Barmasai Tumo        | 6:29:23  |
| 02    | Japan               | Hiroyuki Horibata Kentarō Nakamoto Yūki Kawauchi      | 6:41:13  |
| 03    | Spanien             | José Manuel Martínez Rafael Iglesias Pablo Villalobos | 6:53:31  |
| 04    | Volksrepublik China | Dong Guojian Li Zicheng Wu Shiwei                     | 6:54:32  |
| 05    | Südkorea            | Jeong Jin-hyeok Lee Myong-seung Hwang Jun-Hyeon       | 6:57:03  |
| 06    | USA                 | Mike Morgan Mike Sayenko Jeff Eggleston               | 7:04:52  |

## Galerie

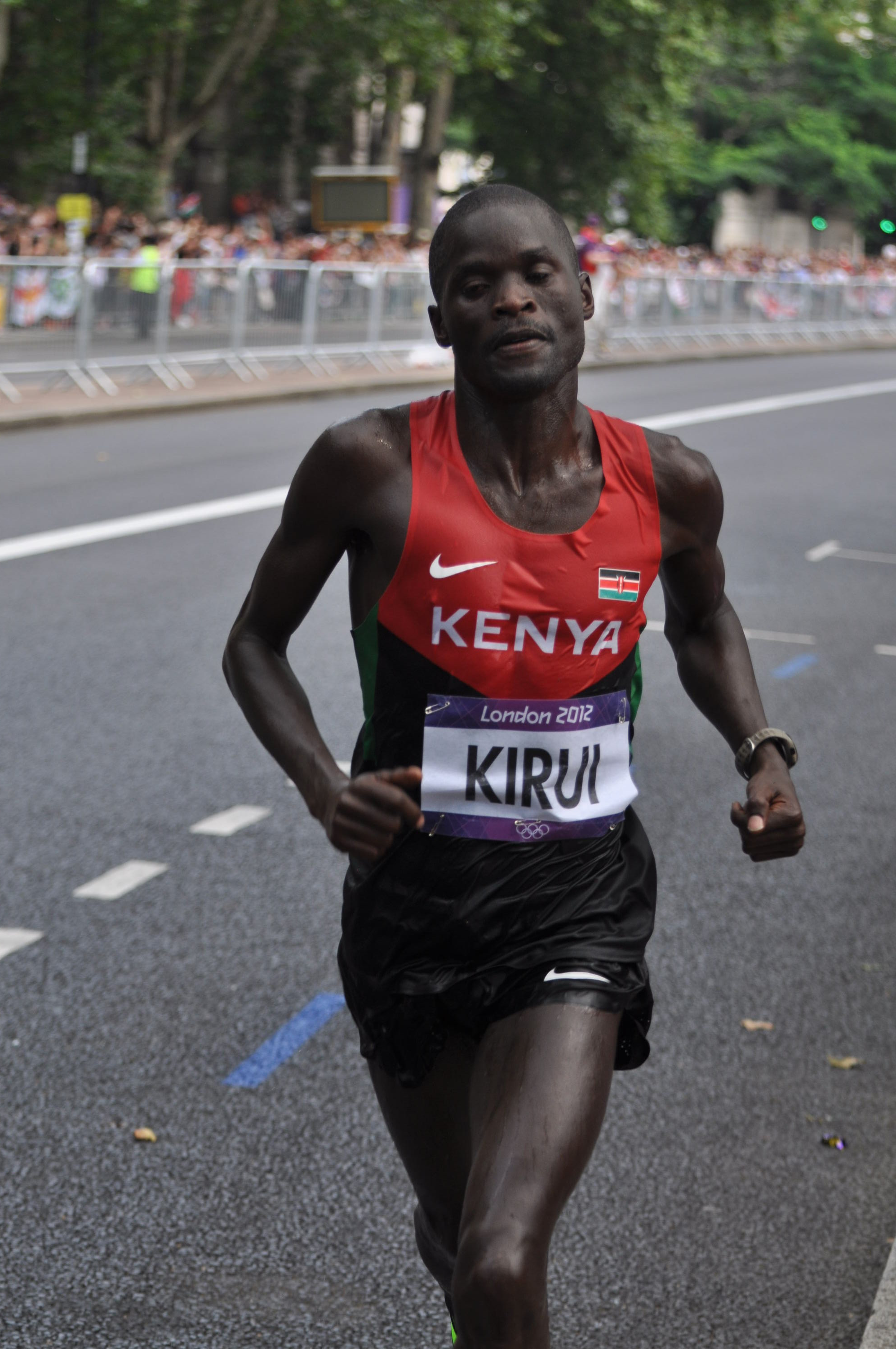
Abel Kirui () verteidigte seinen Titel mit mehr als zweieinhalb Minuten Vorsprung.
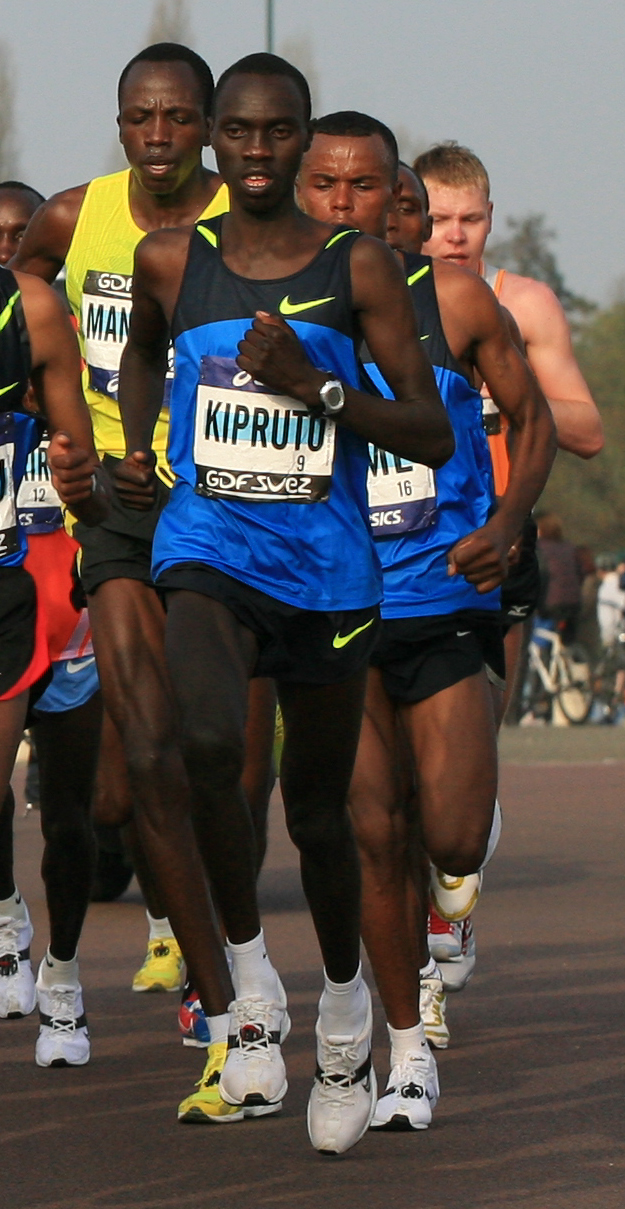
Vincent Kipruto ()
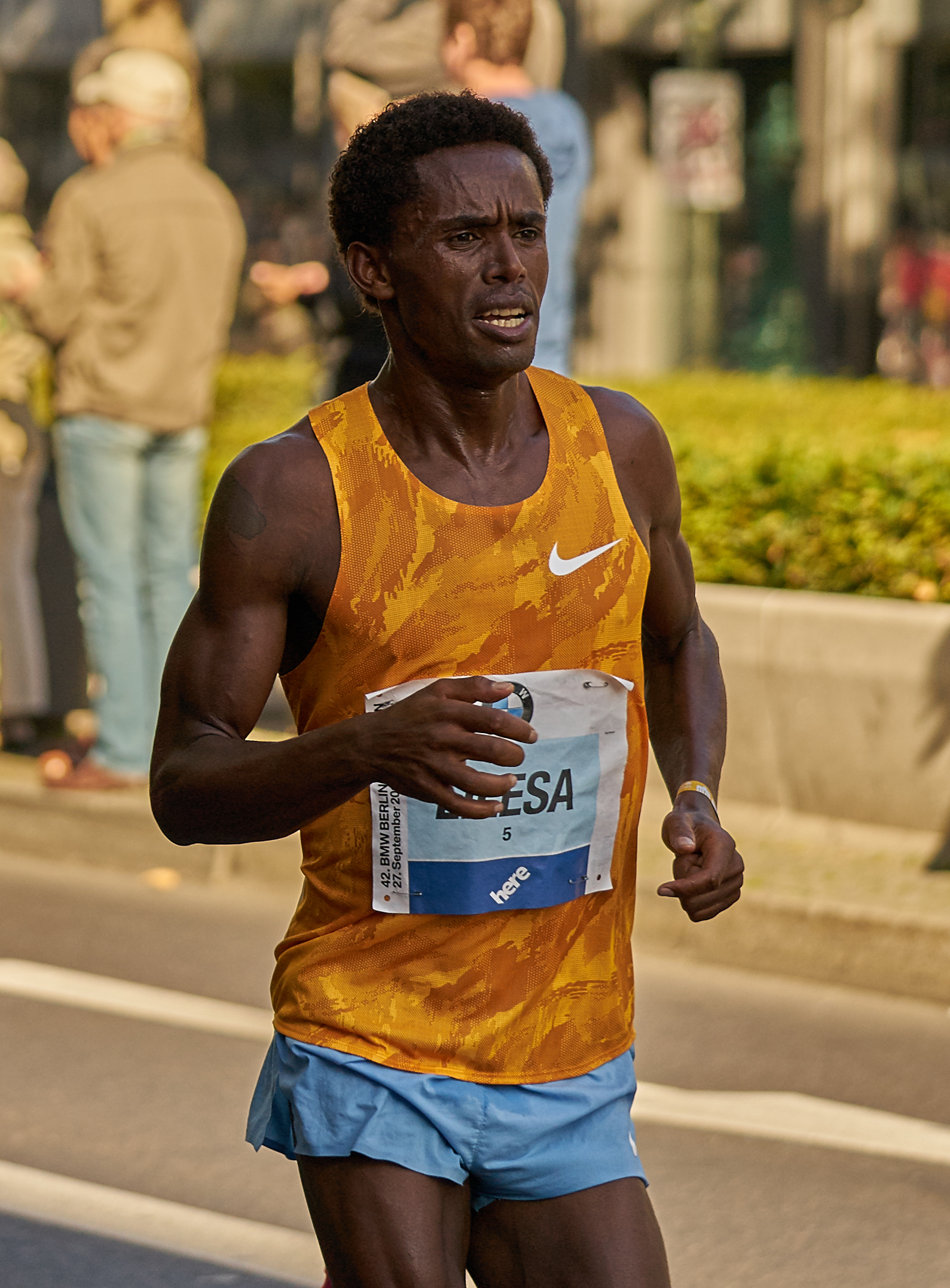
Feyisa Lilesa ()
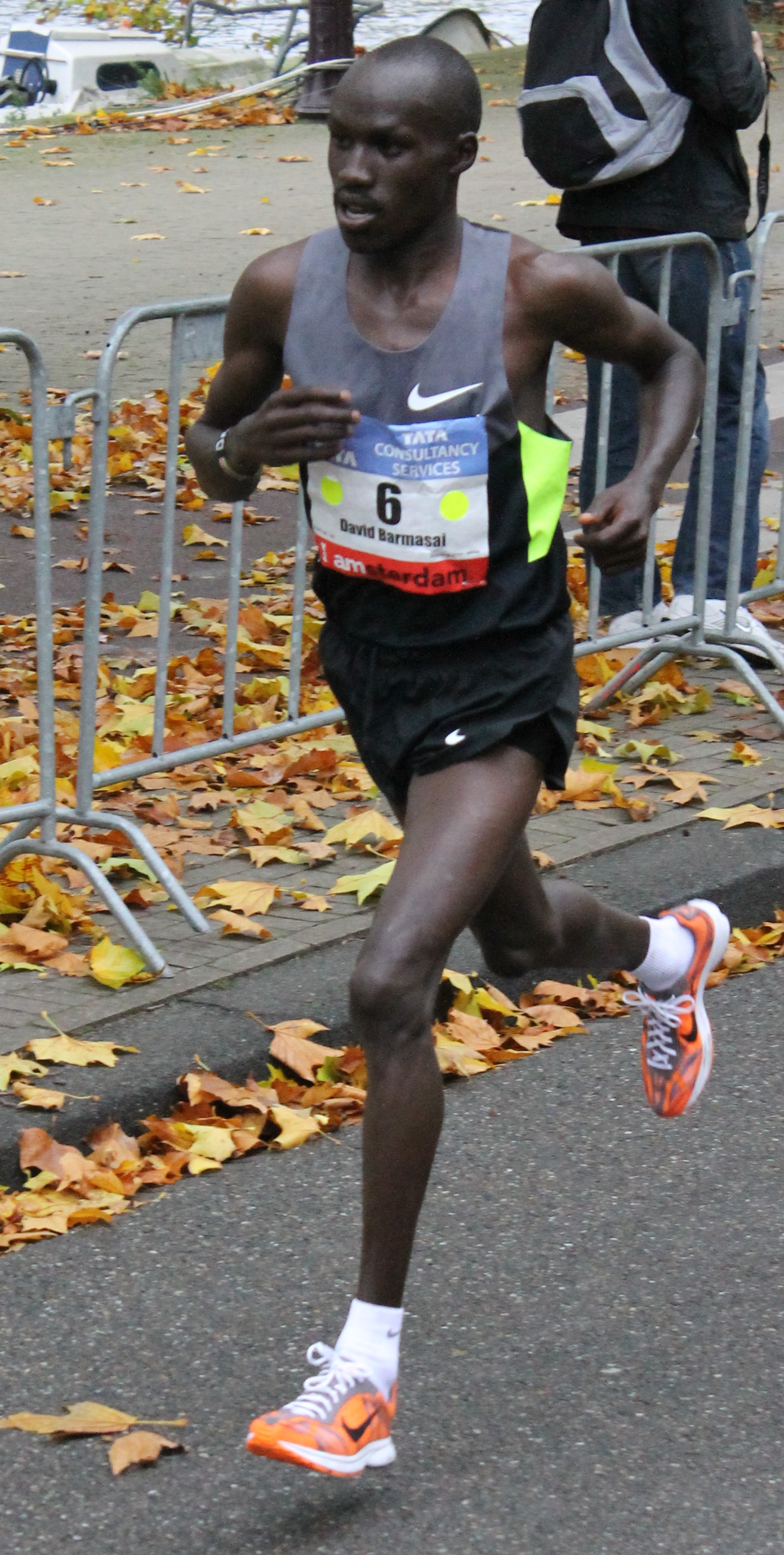
David Barmasai (4.)
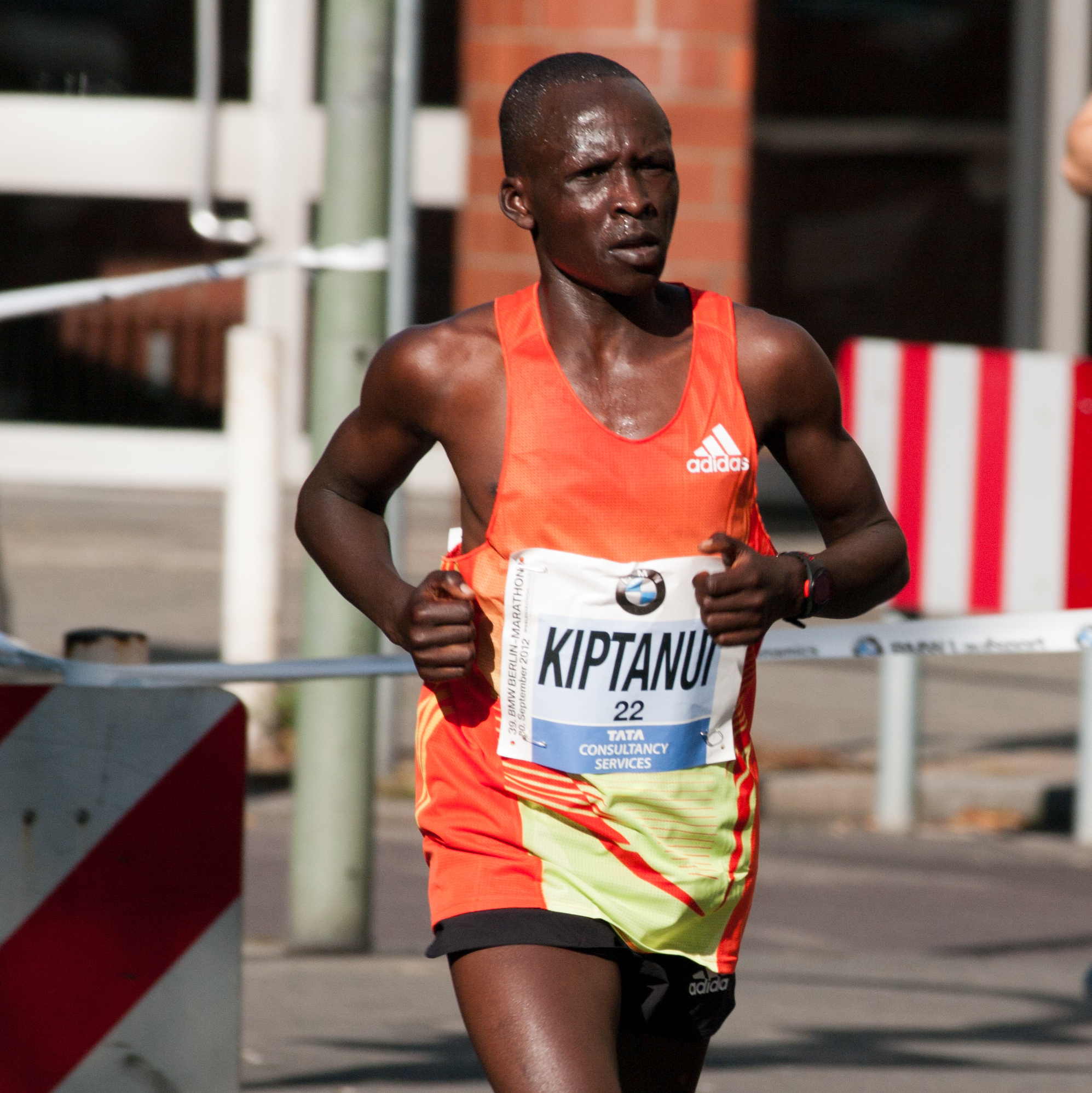
Eliud Kiptanui (5.)
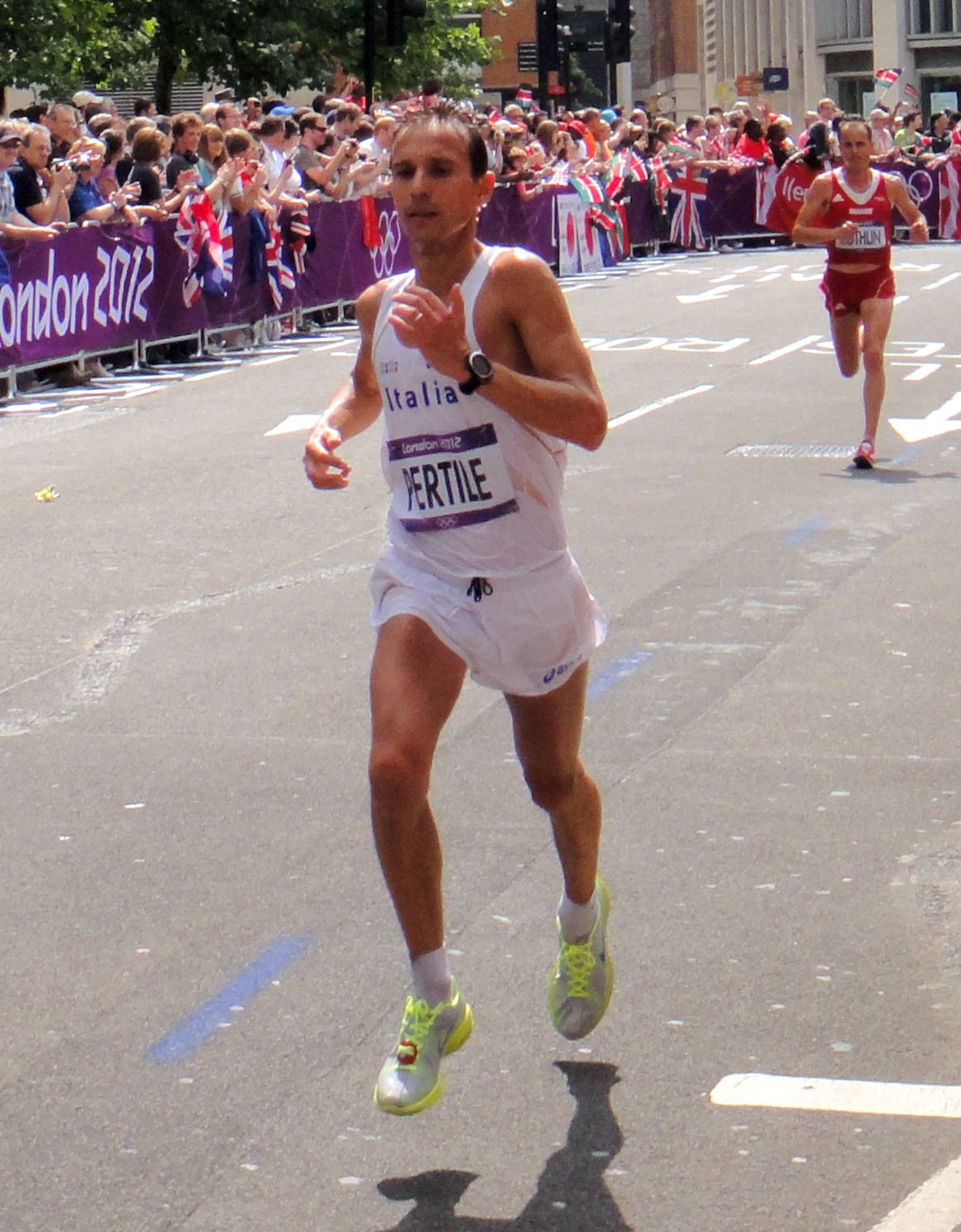
Ruggero Pertile (7.)
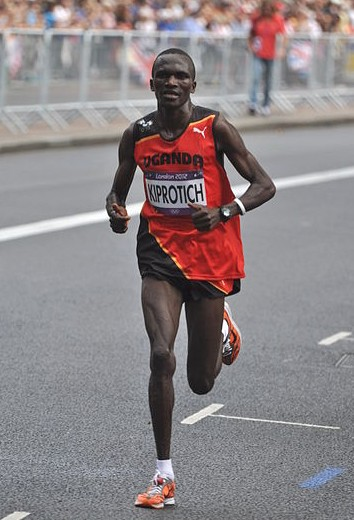
Stephen Kiprotich (8.)
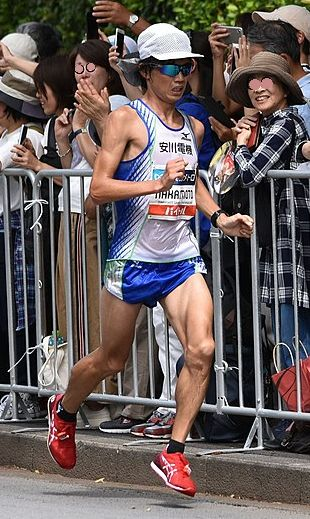
Kentarō Nakamoto (9.)
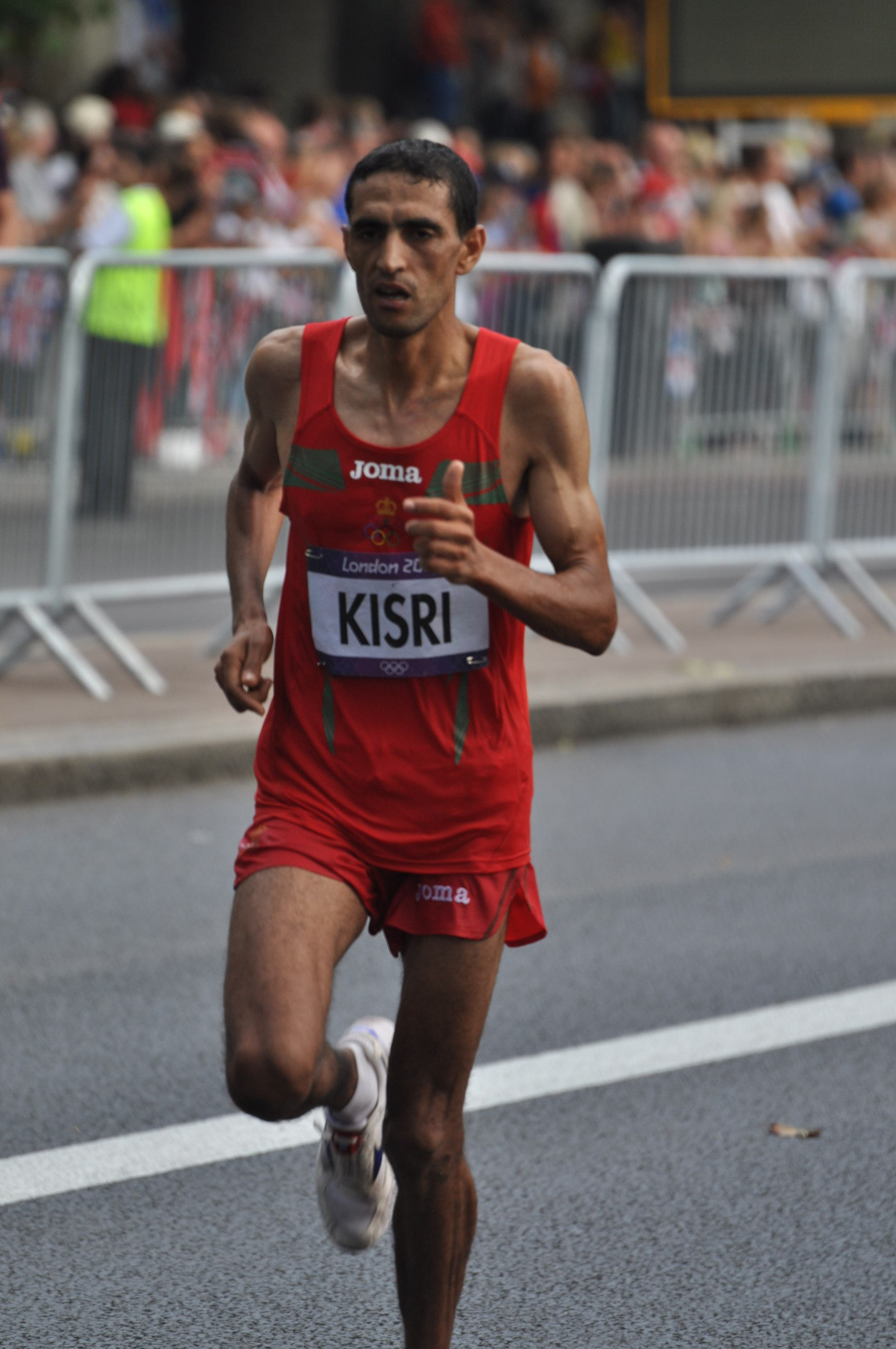
Dong Guojian (13.)
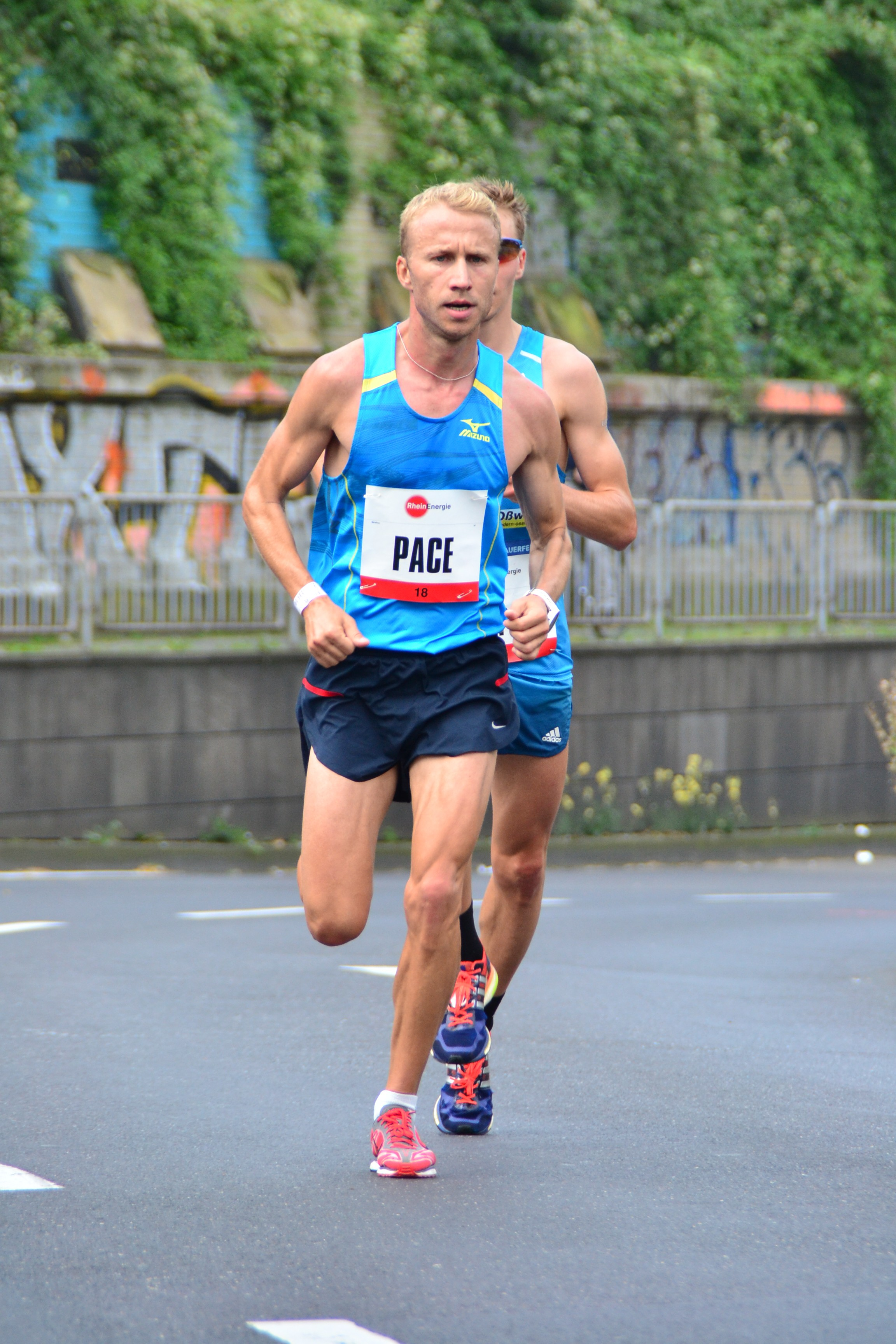
Rachid Kisri (10.)
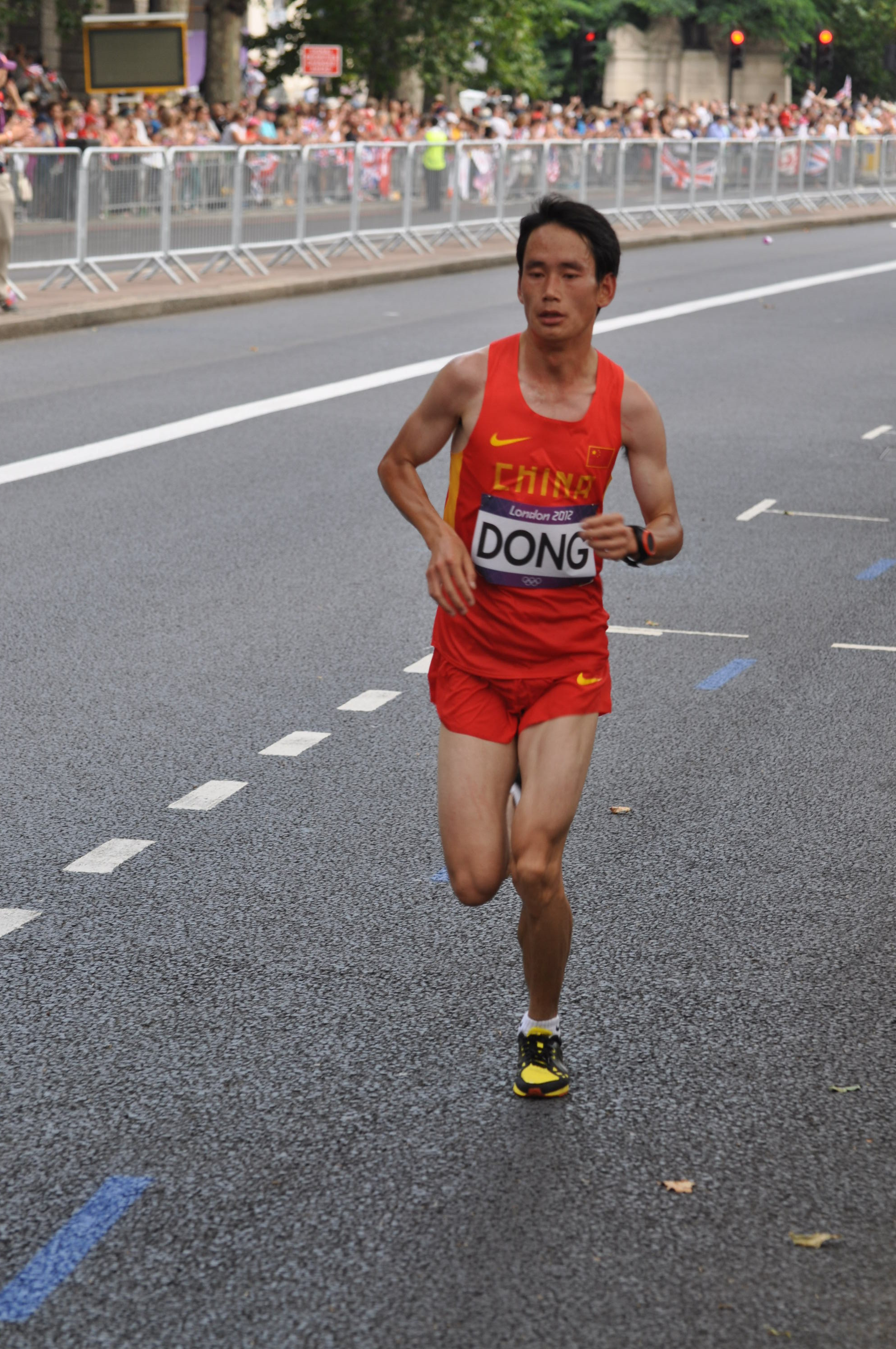
Dong Guojian (13.)
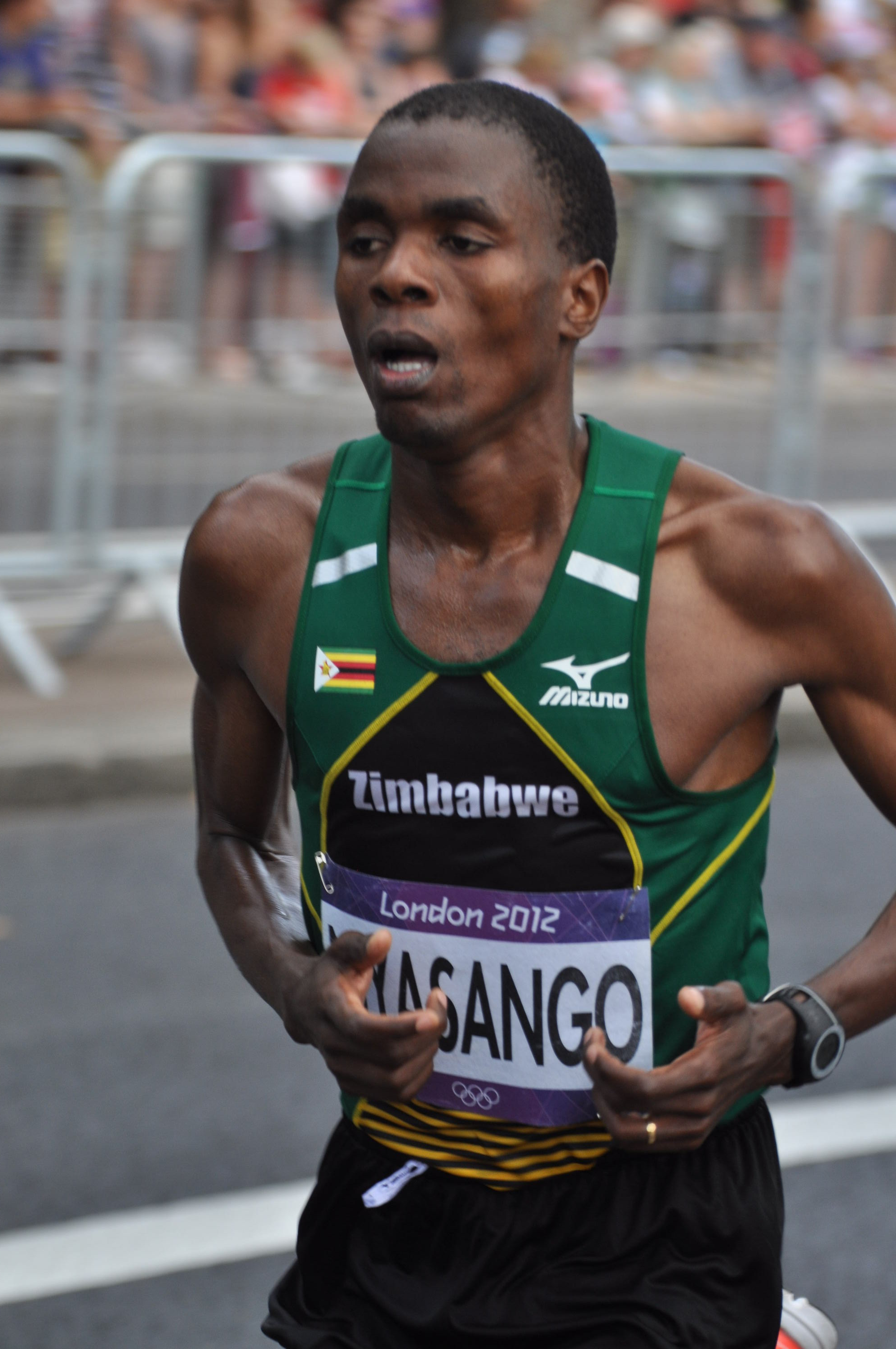
Cuthbert Nyasango (15.)
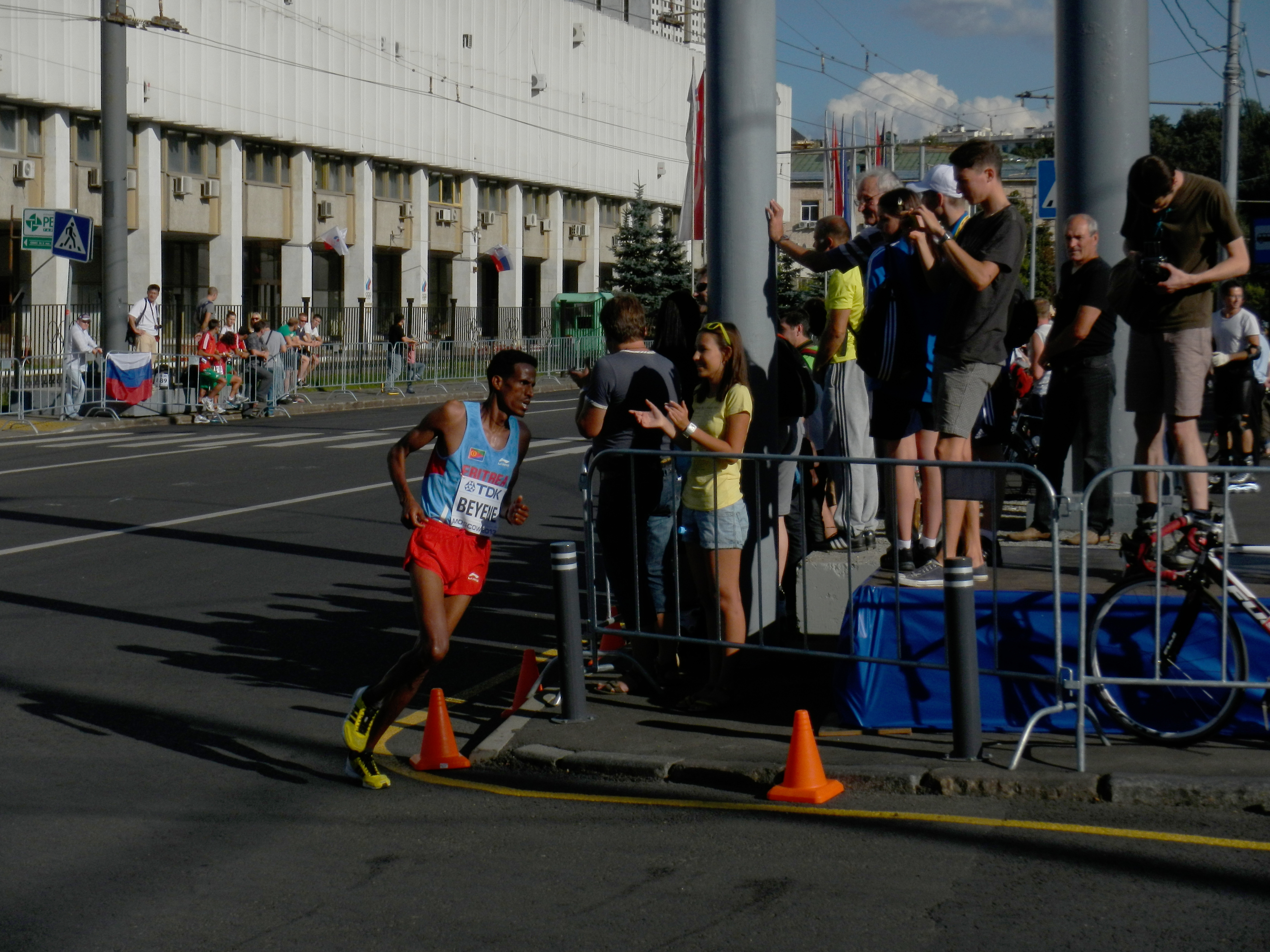
Beraki Beyene (16.)
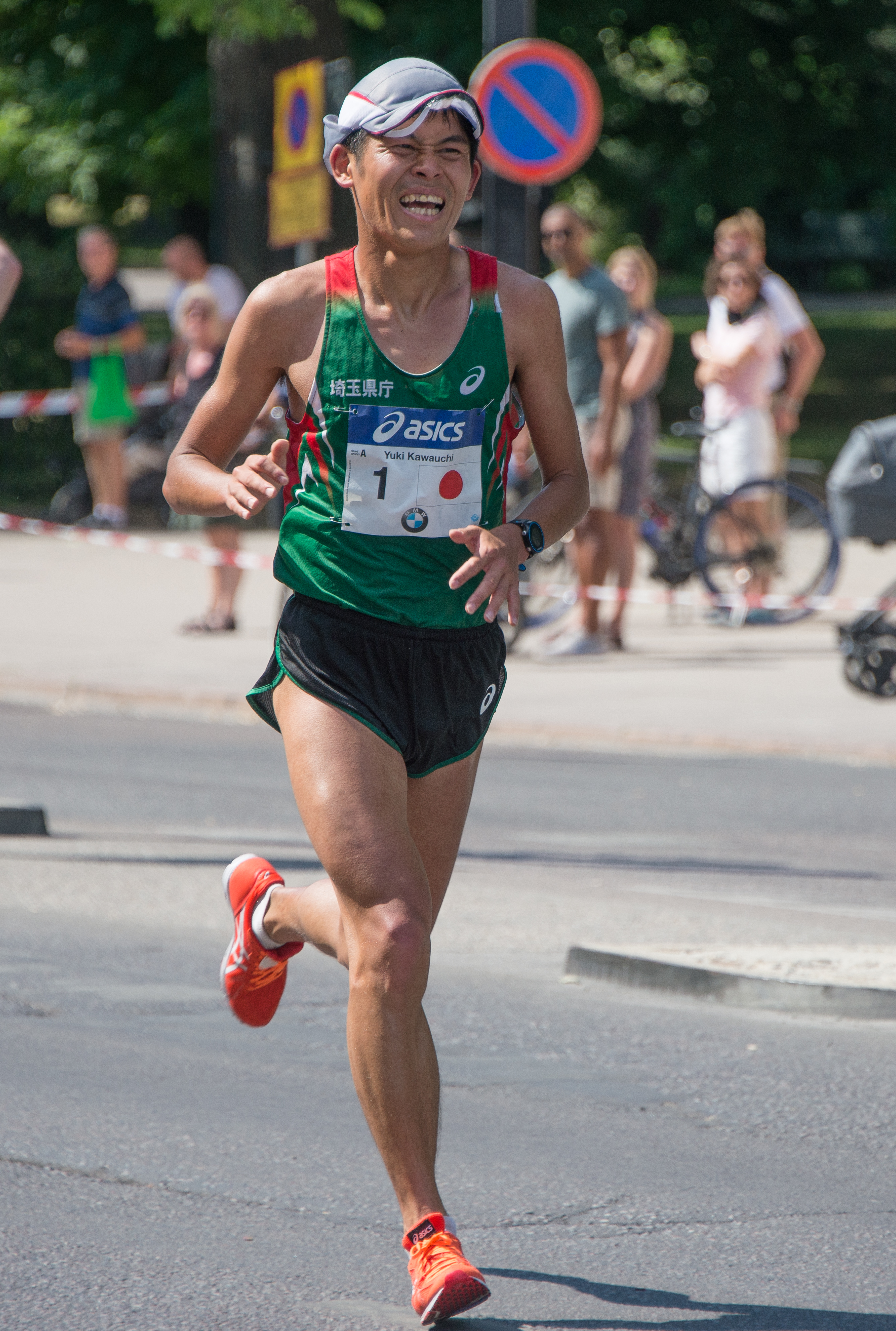
Yūki Kawauchi (17.)
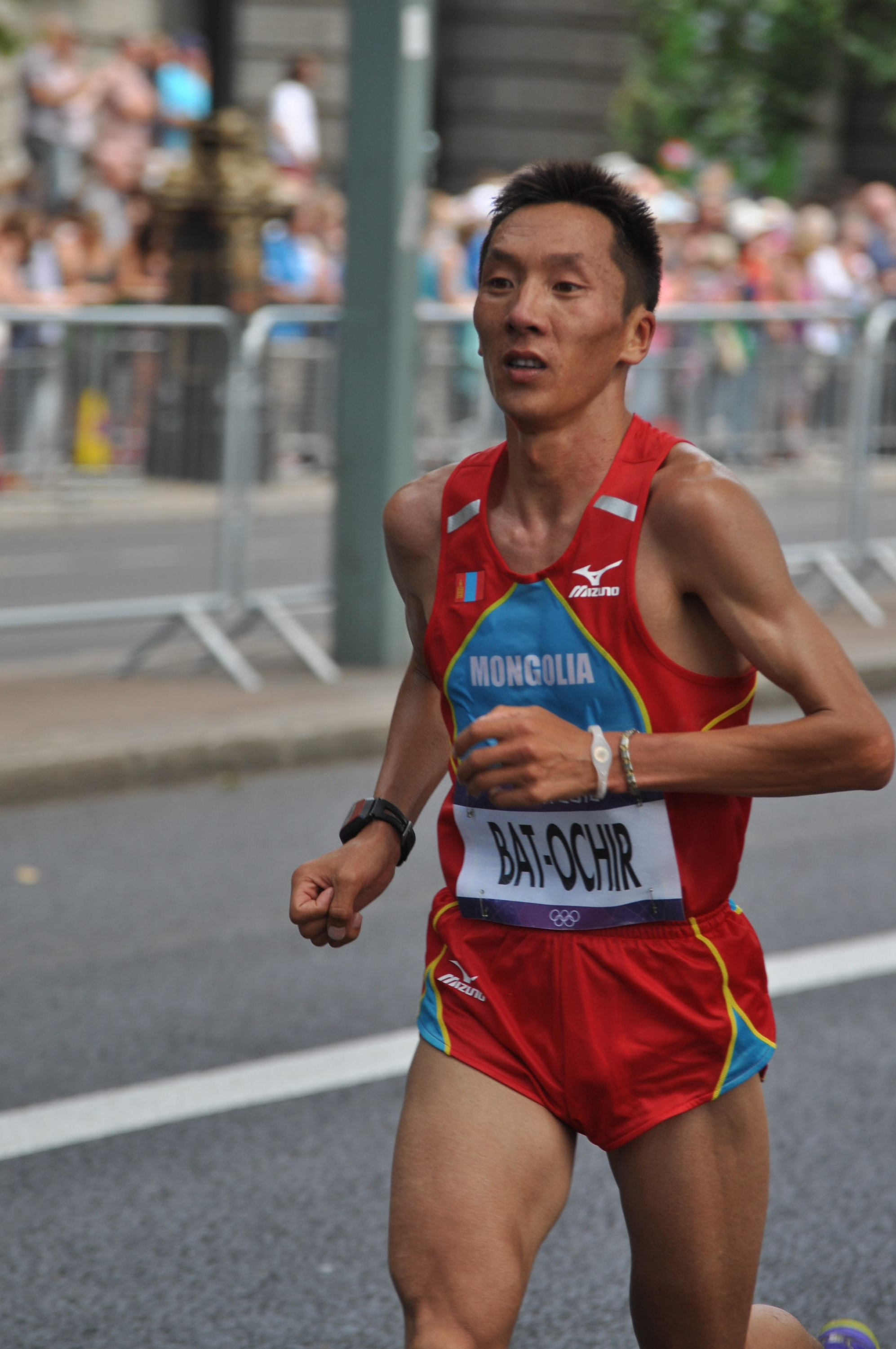
Bat-Otschiryn Ser-Od (19.)
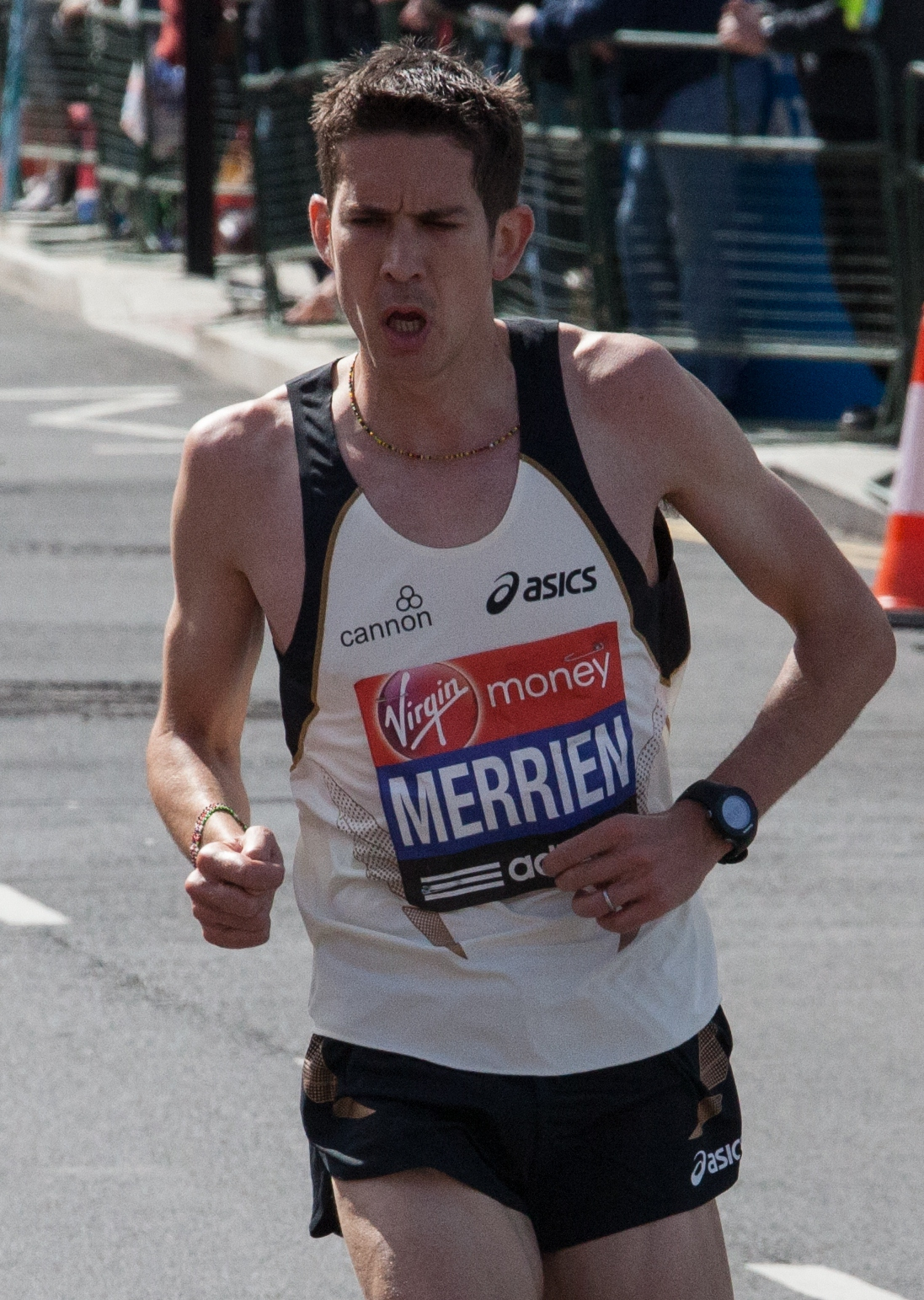
Lee Merrien (21.)
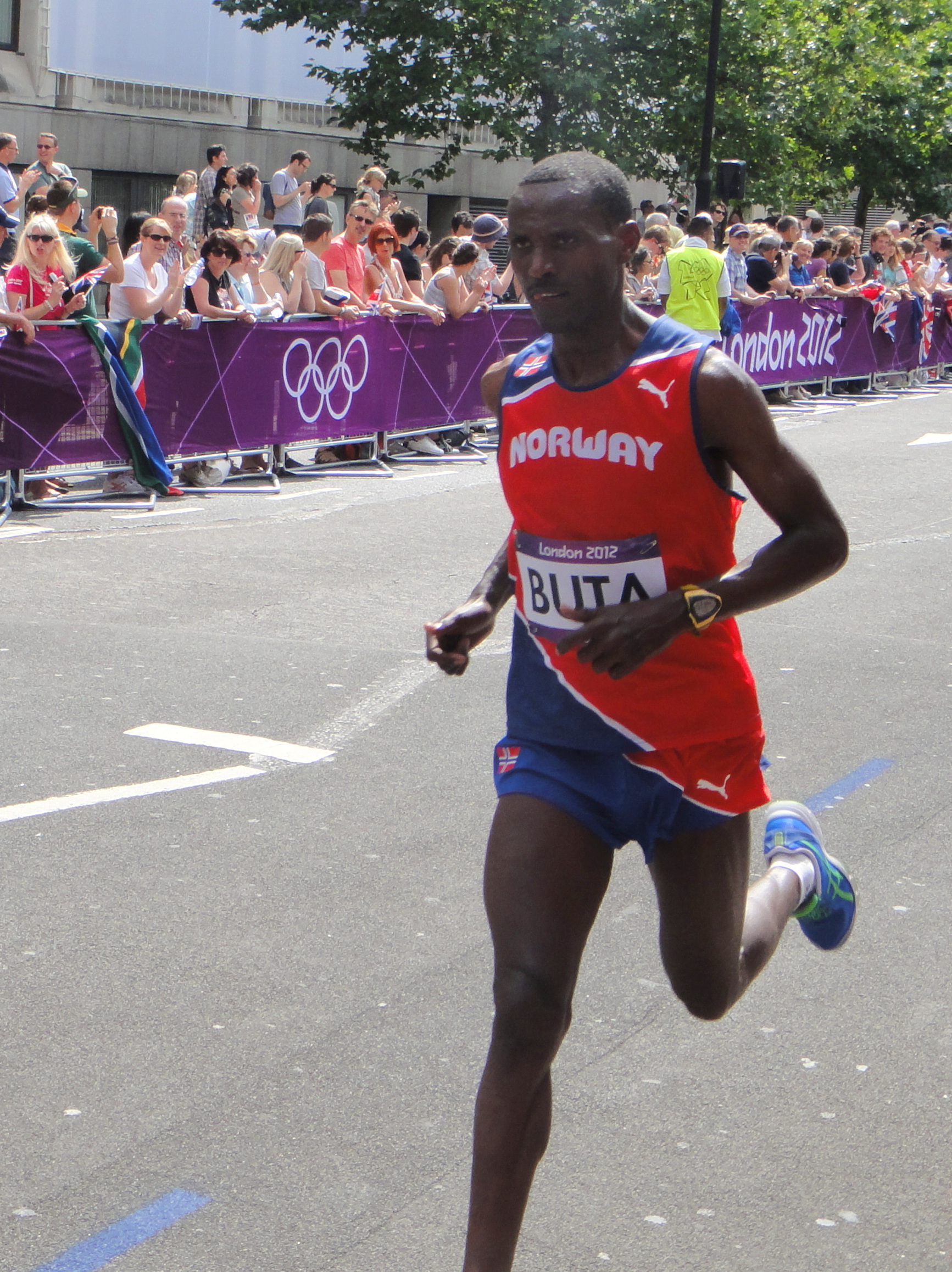
Urige Buta (30.)
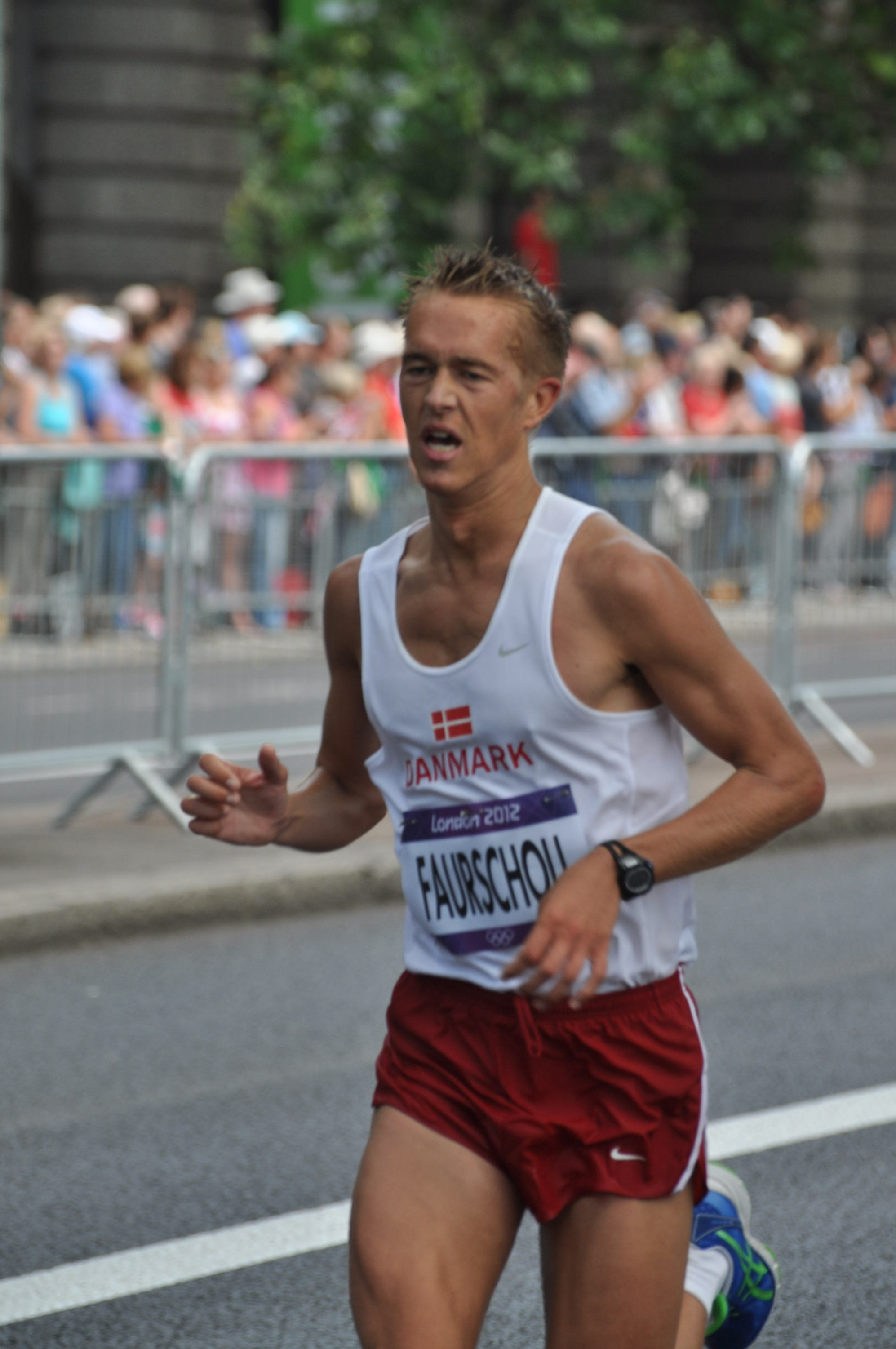
Jesper Faurschou (32.)
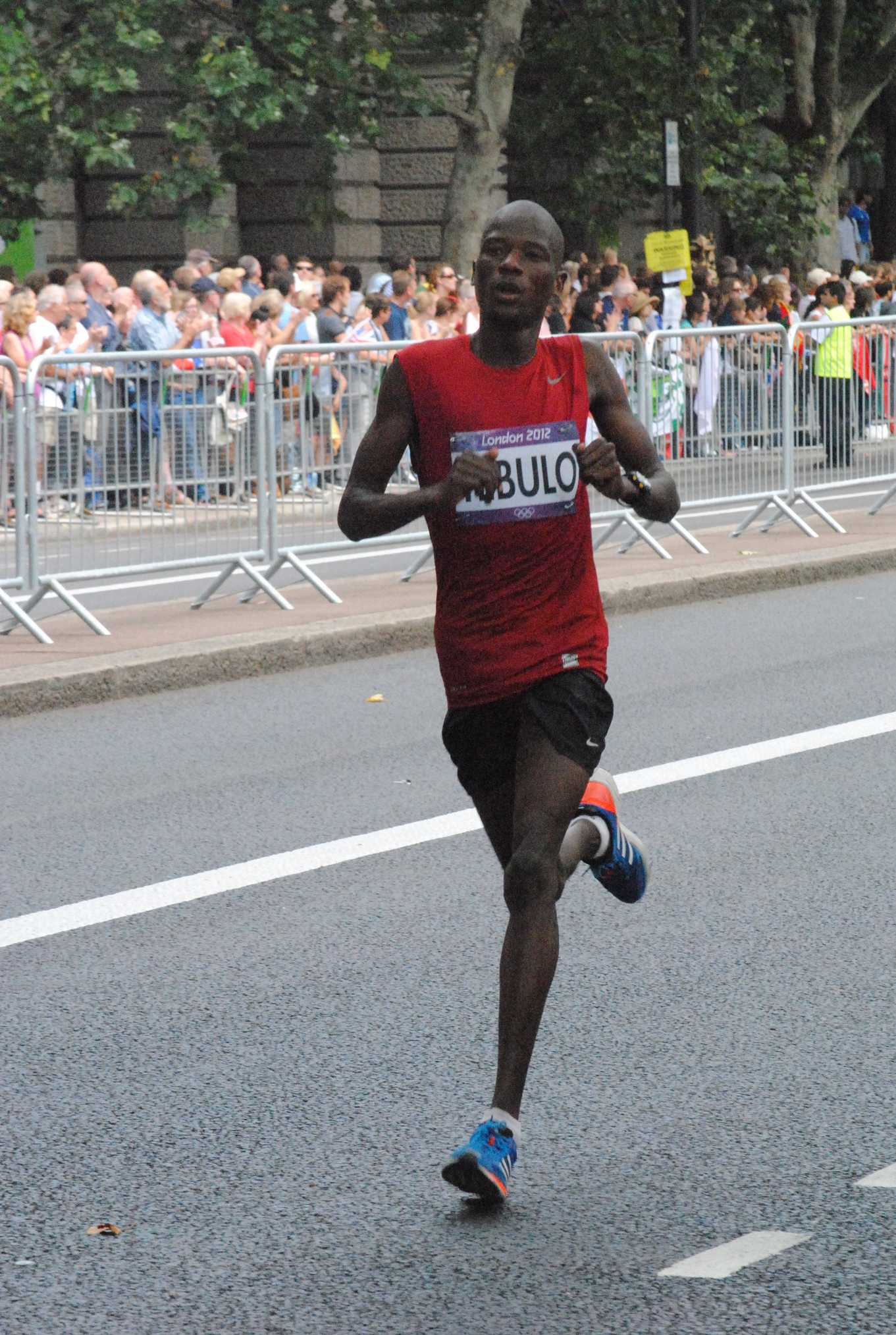
Mike Tebulo (34.)
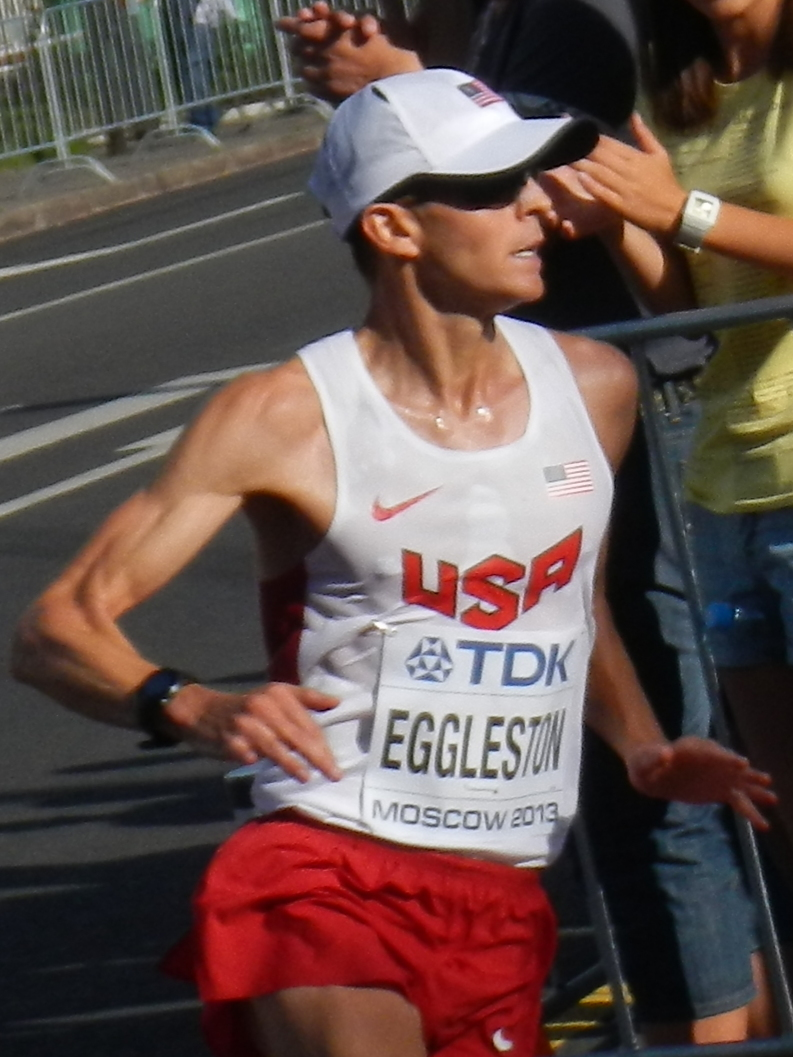
Jeff Eggleston (37.)
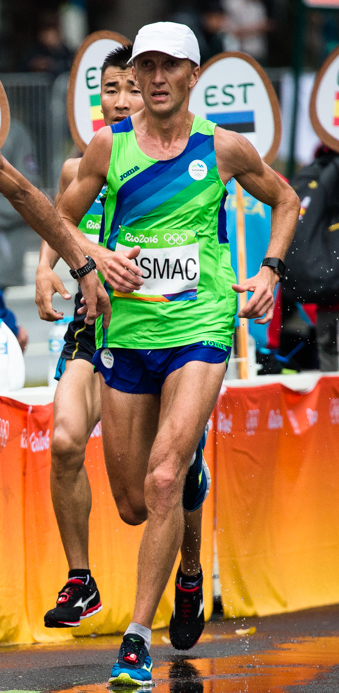
Anton Kosmač (40.)
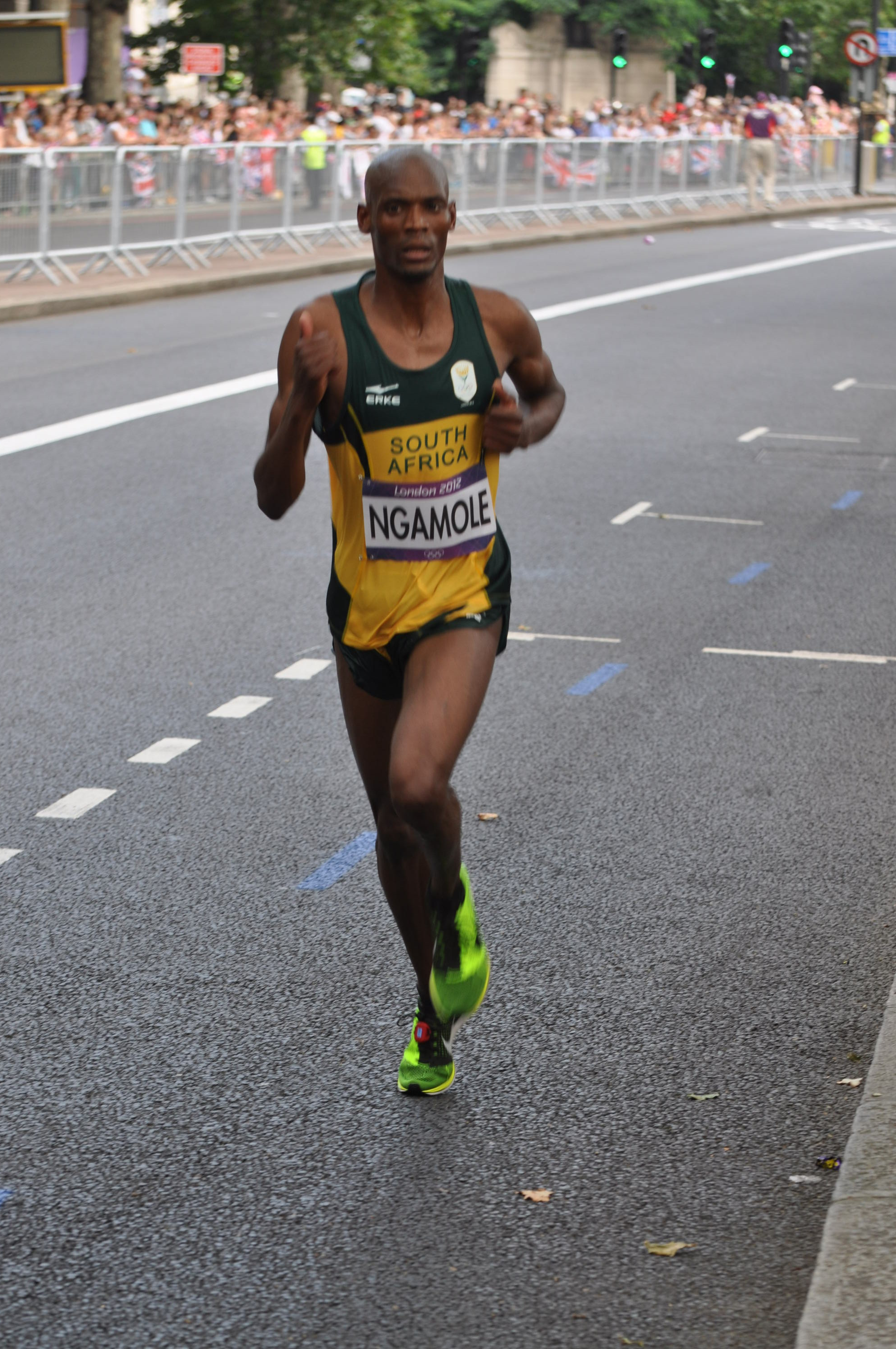
Coolboy Ngamole (44.)
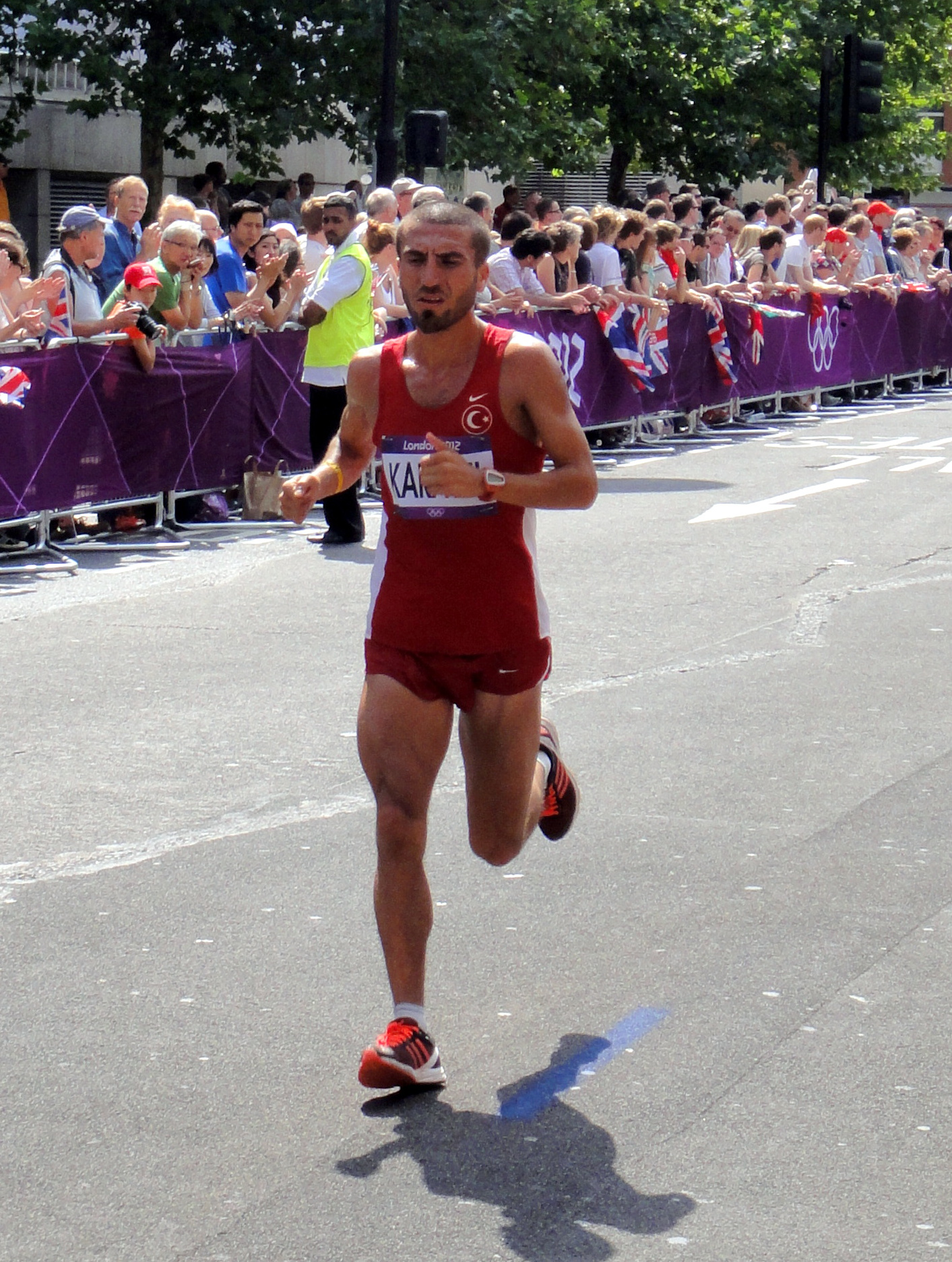
Bekir Karayel (45.)
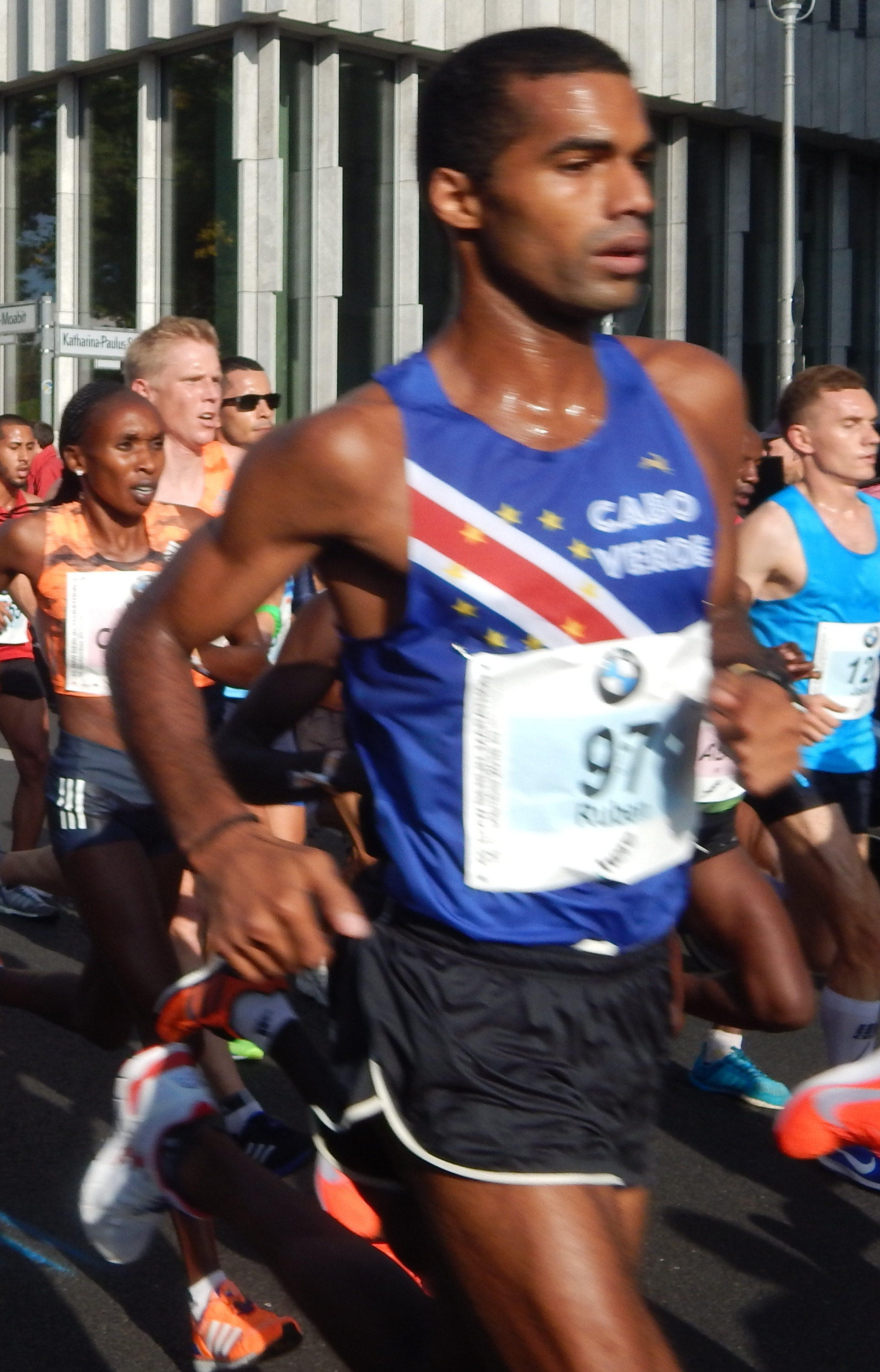
Ruben Sanca (46.)
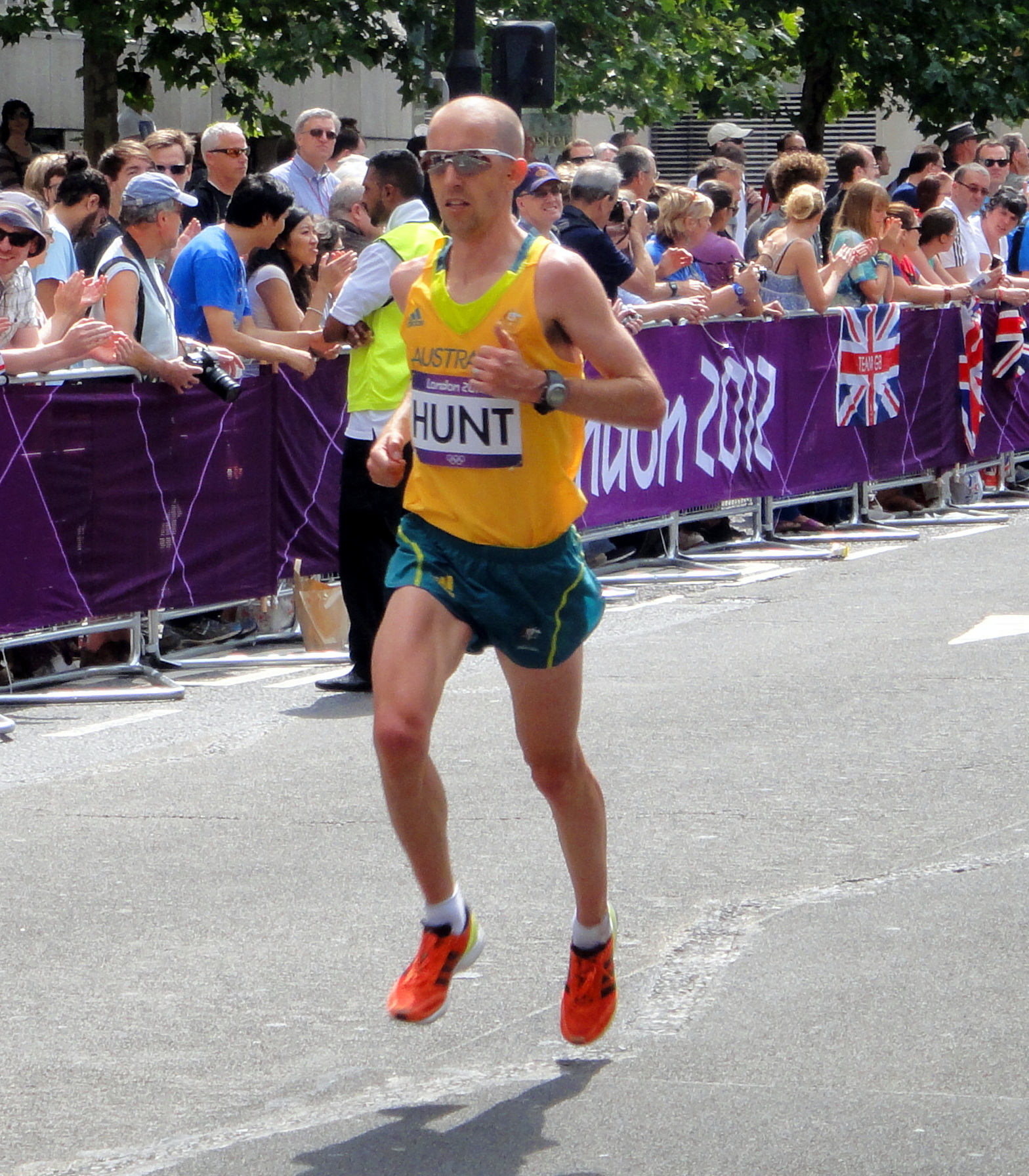
Jeff Hunt (DNF)
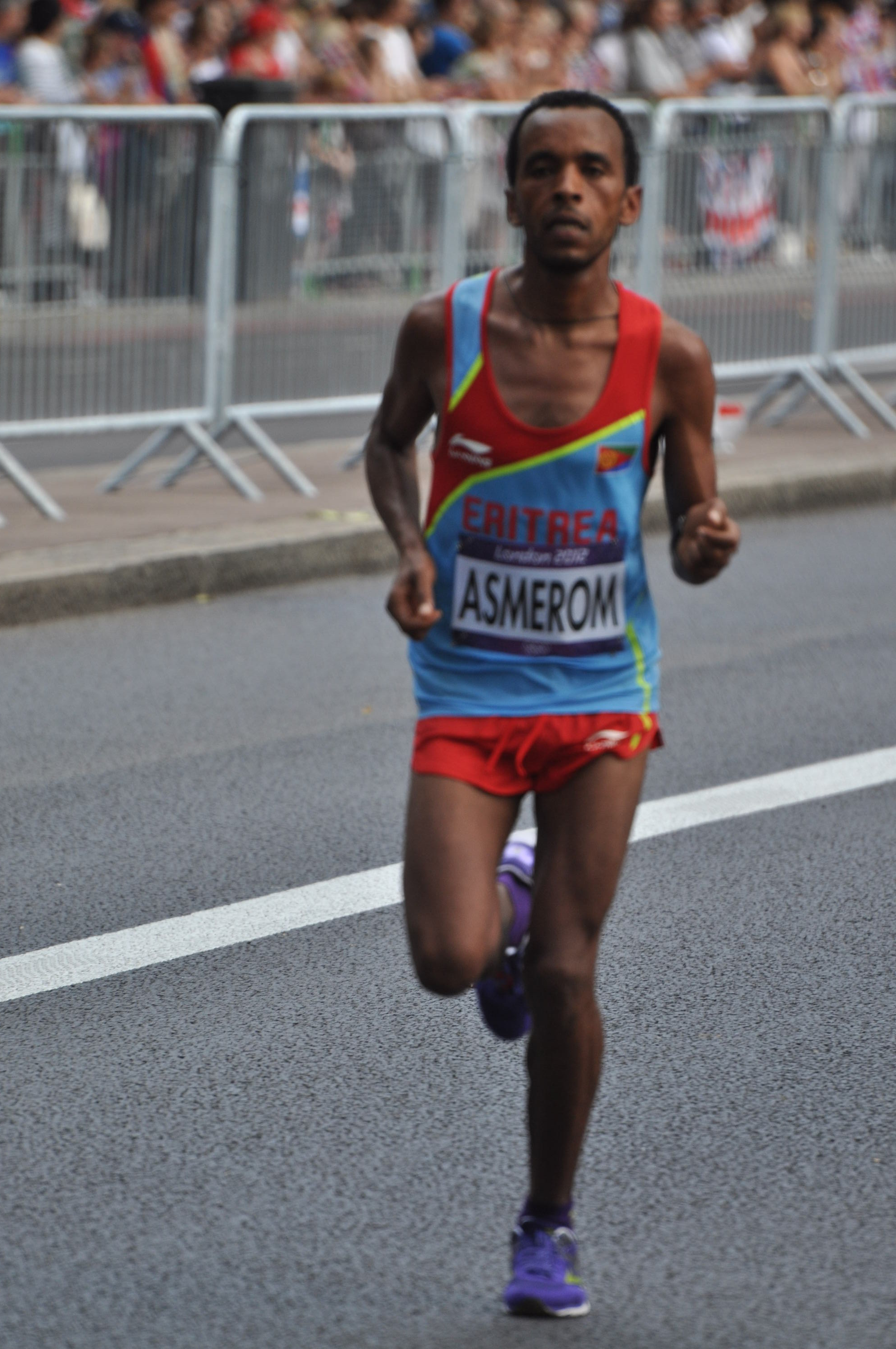
Yared Asmerom (DNF)
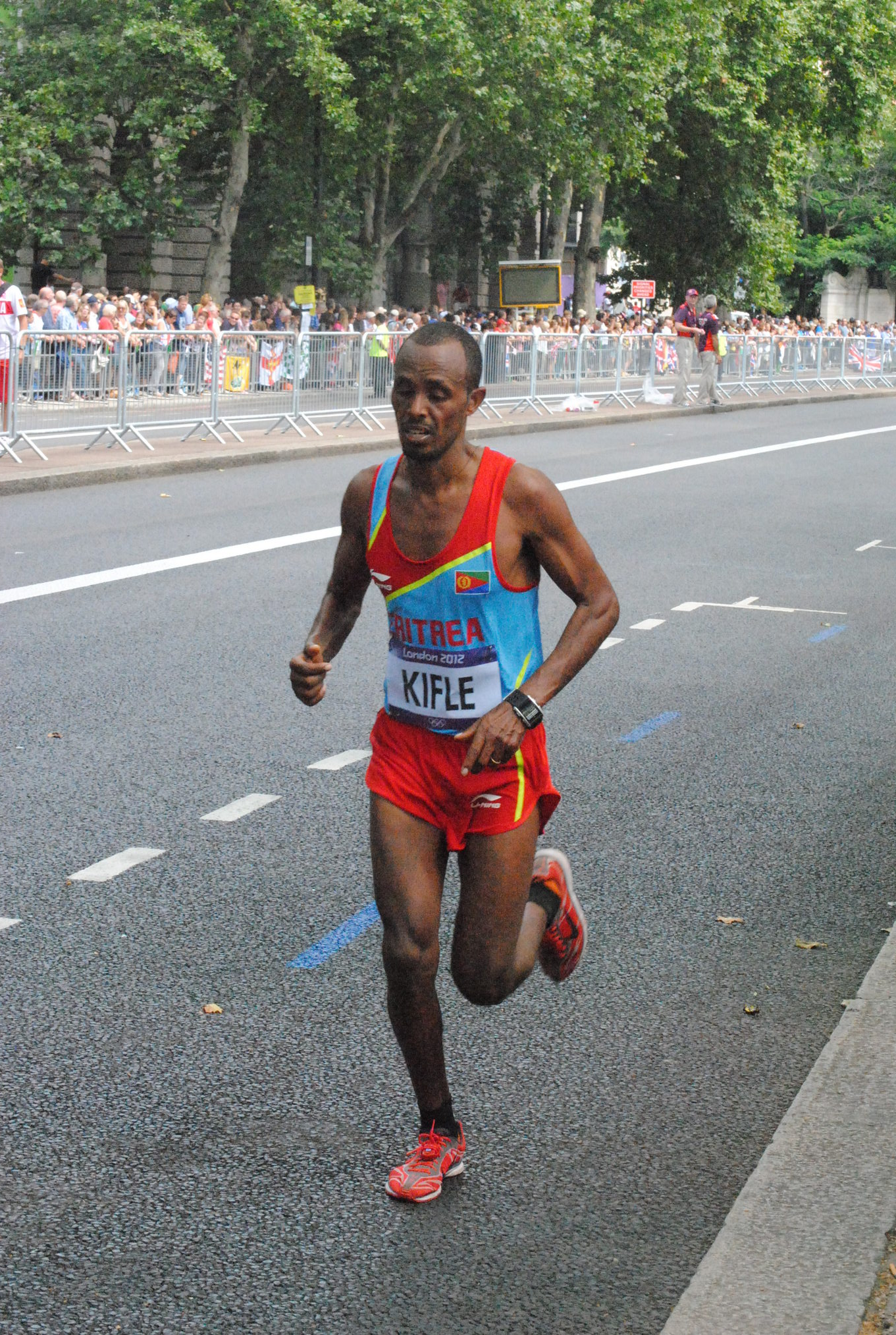
Yonas Kifle (DNF)
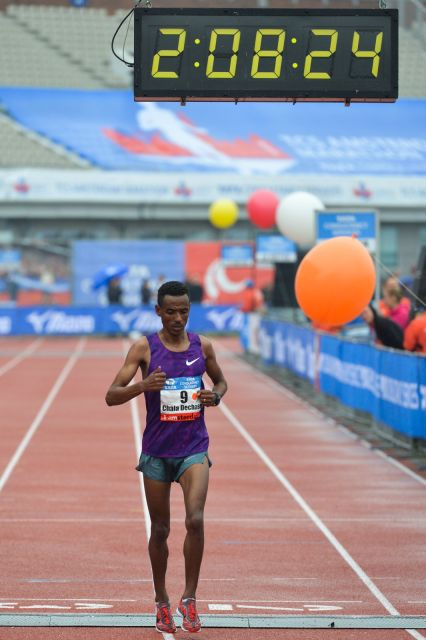
Chala Dechase (DNF)
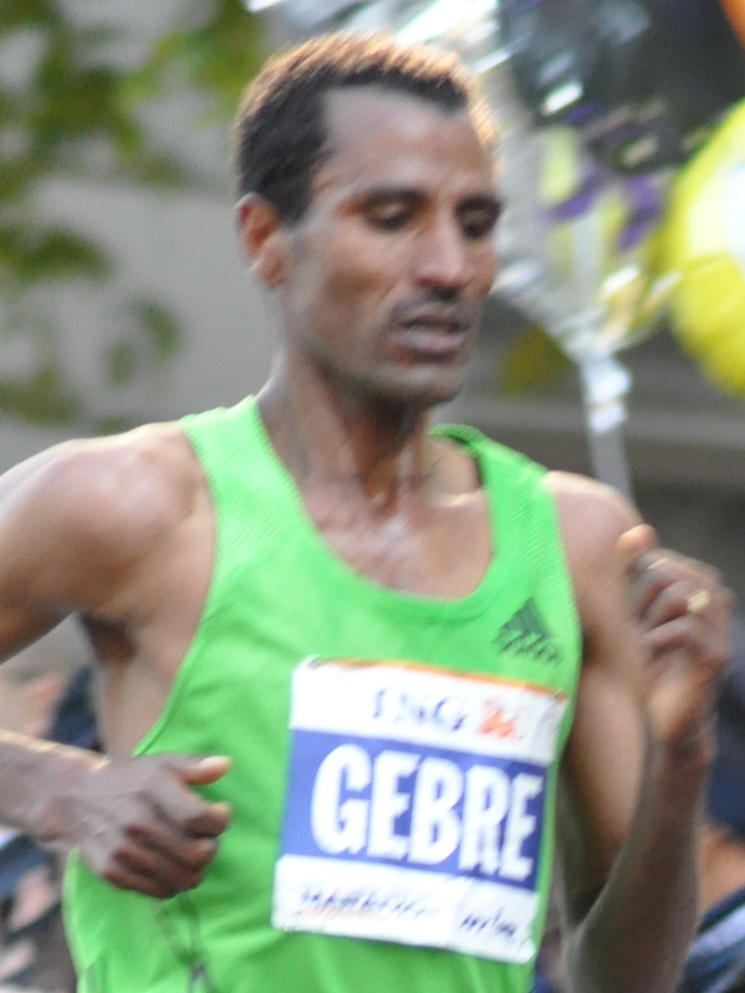
Gebregziabher Gebremariam (DNF)
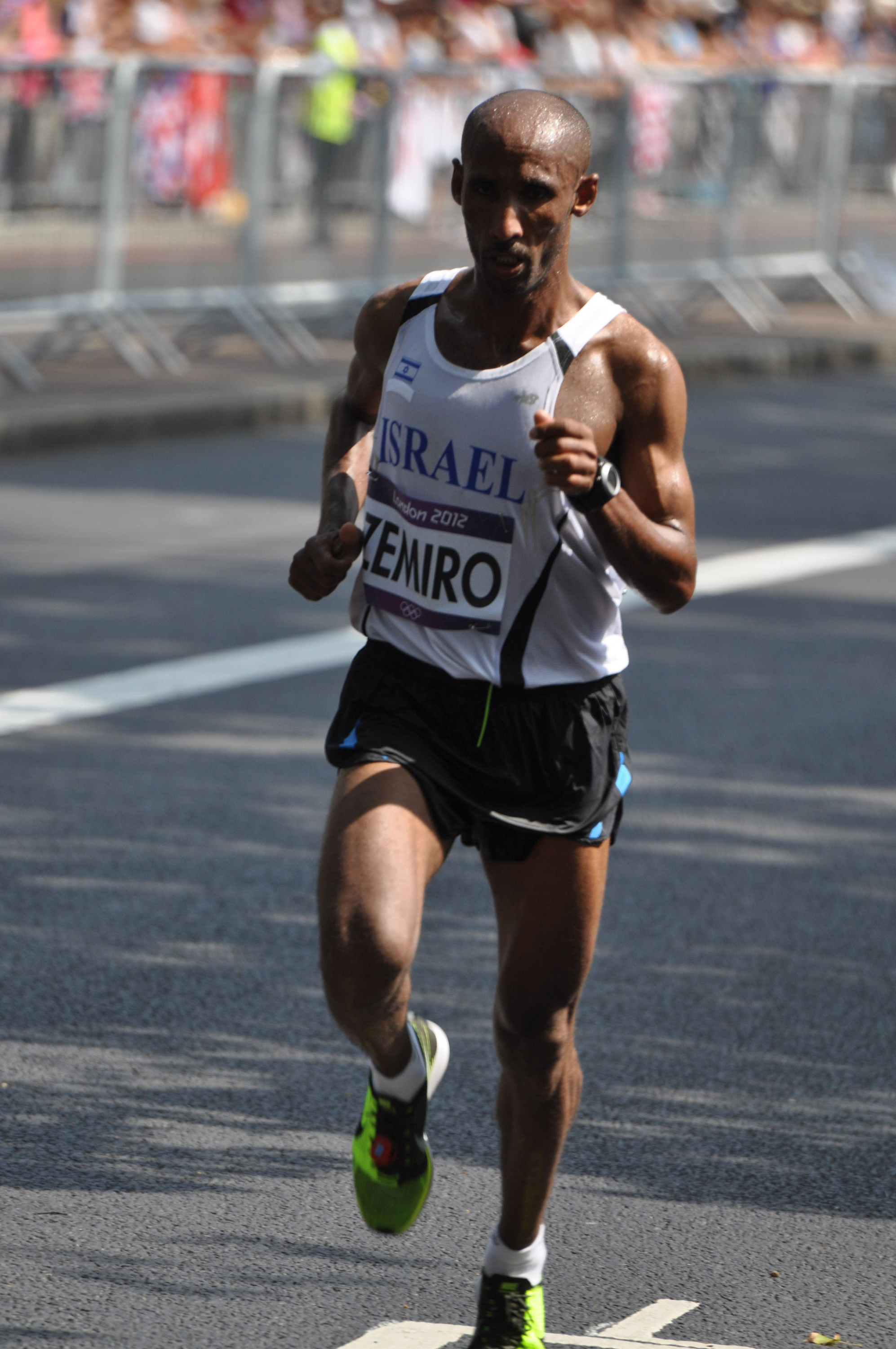
Zohar Zemiro (DNF)
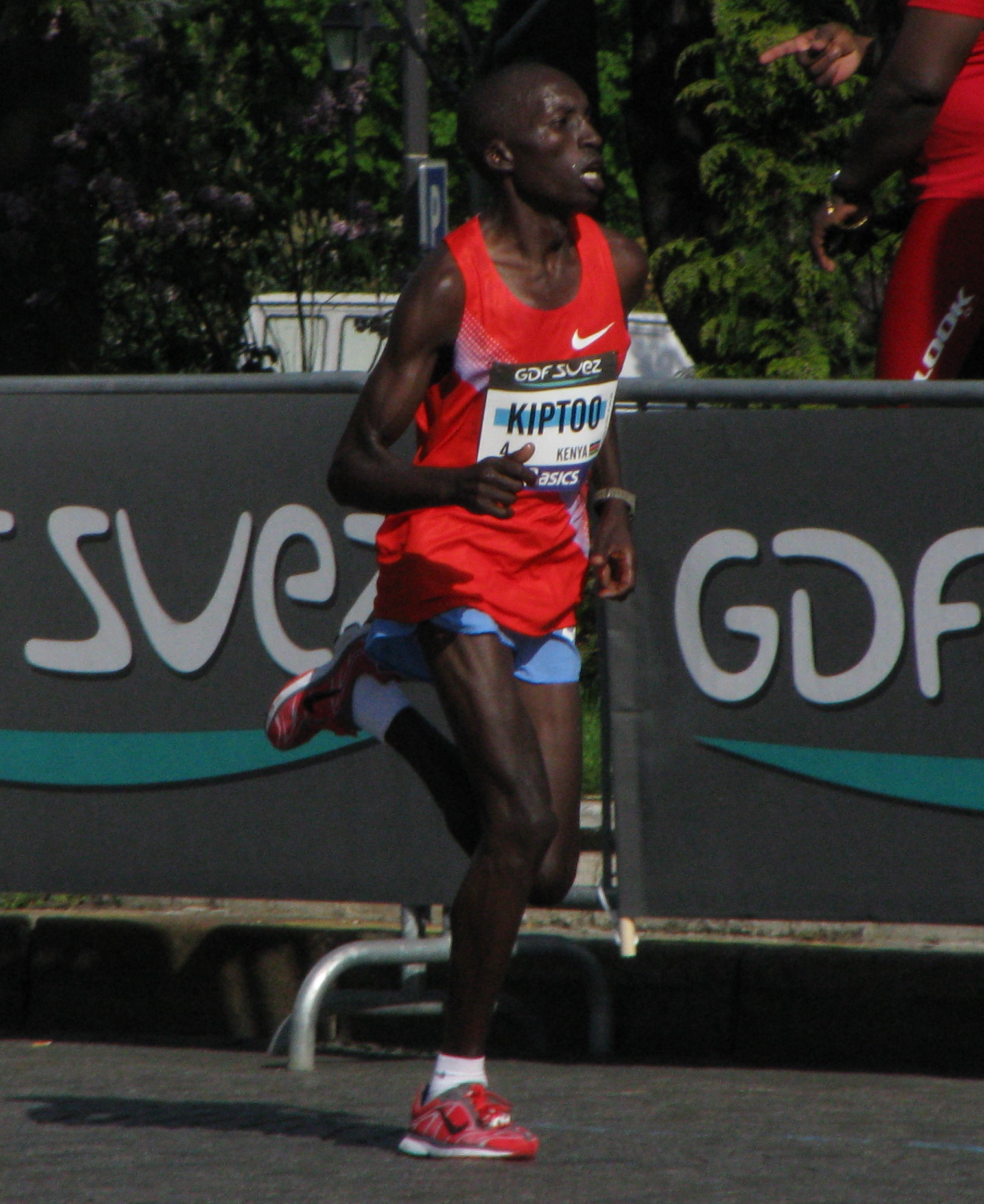
Benjamin Kolum Kiptoo (DNF)
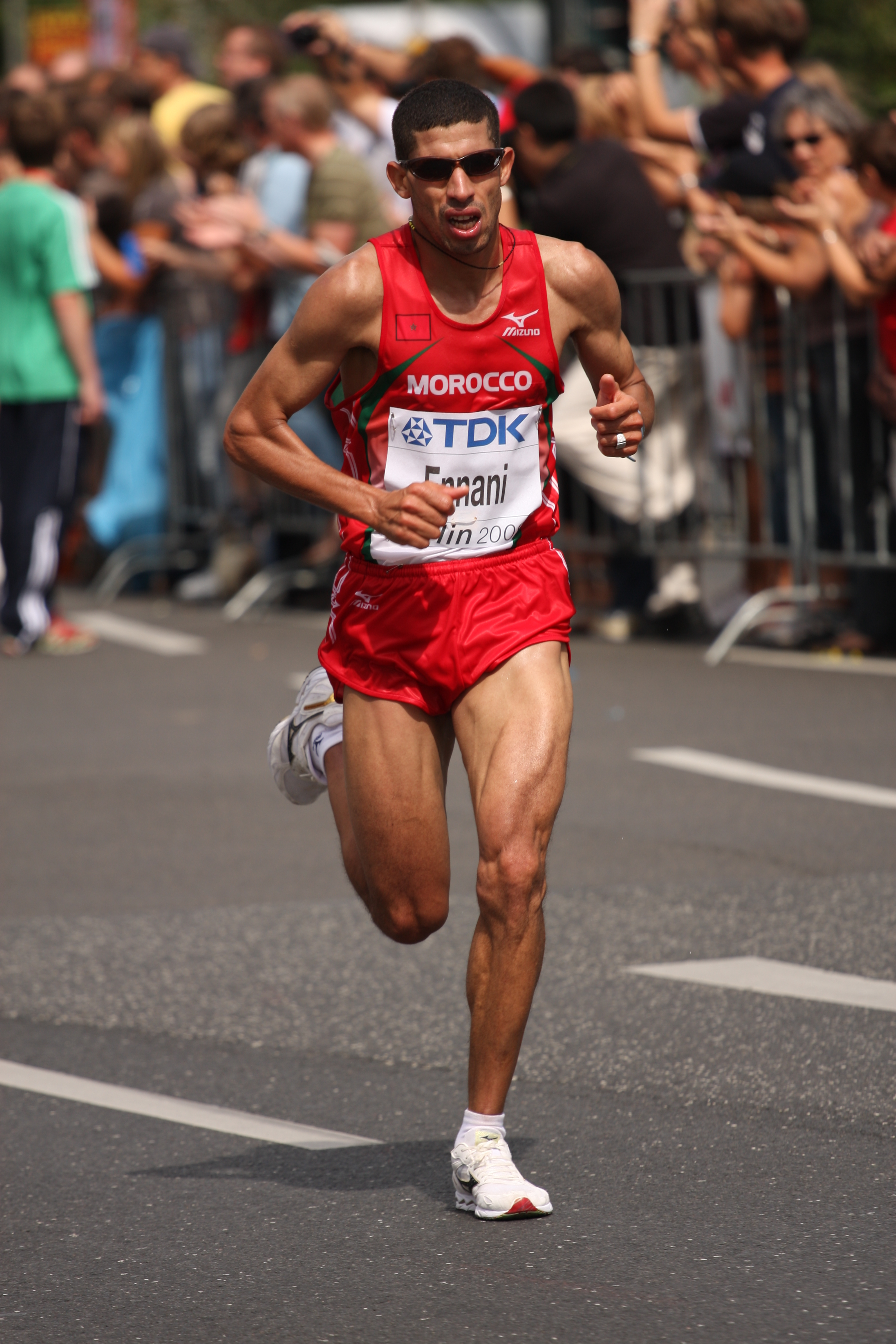
Adil Annani (DNF)
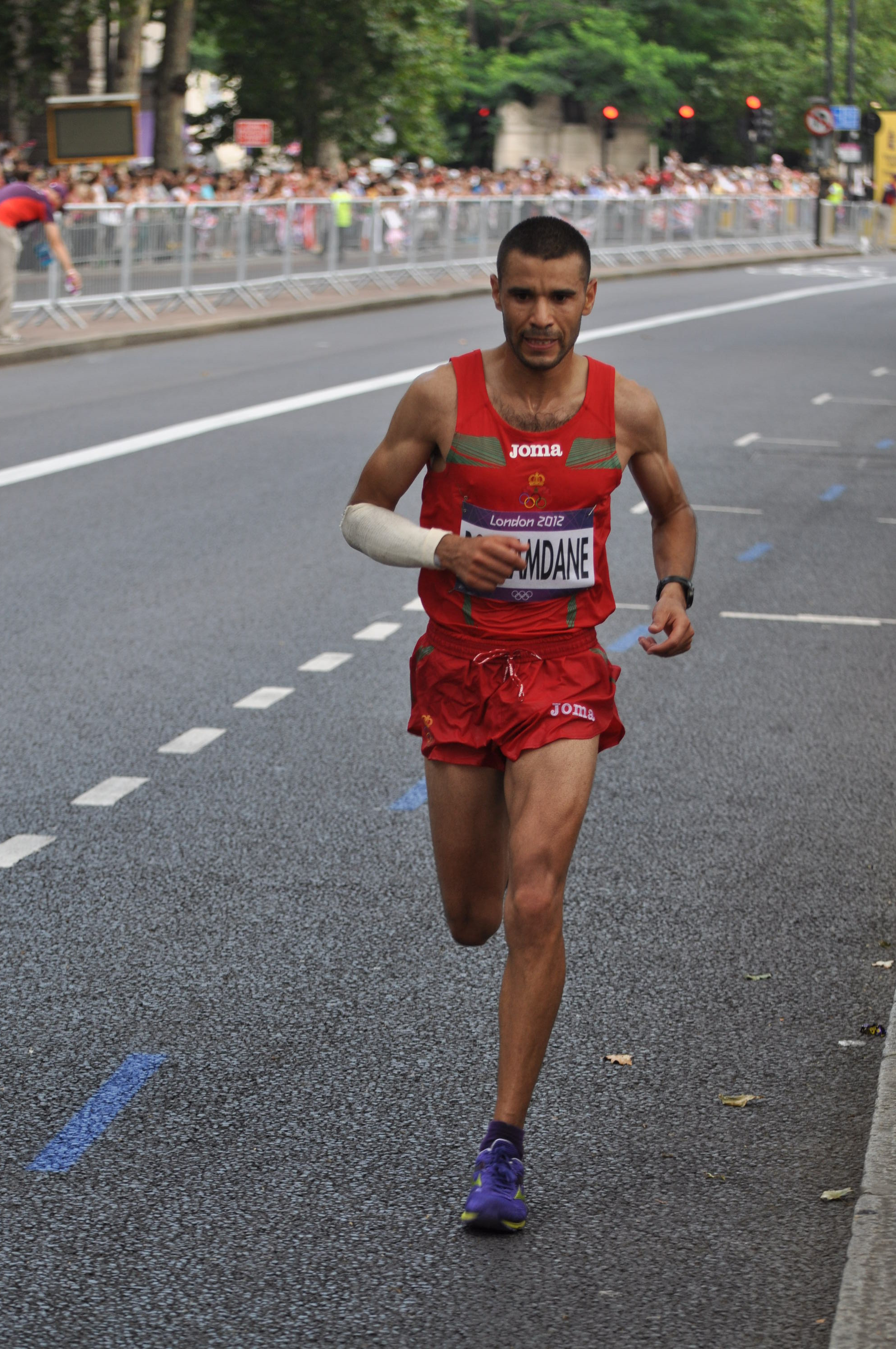
Abderrahime Bouramdane (DOP)
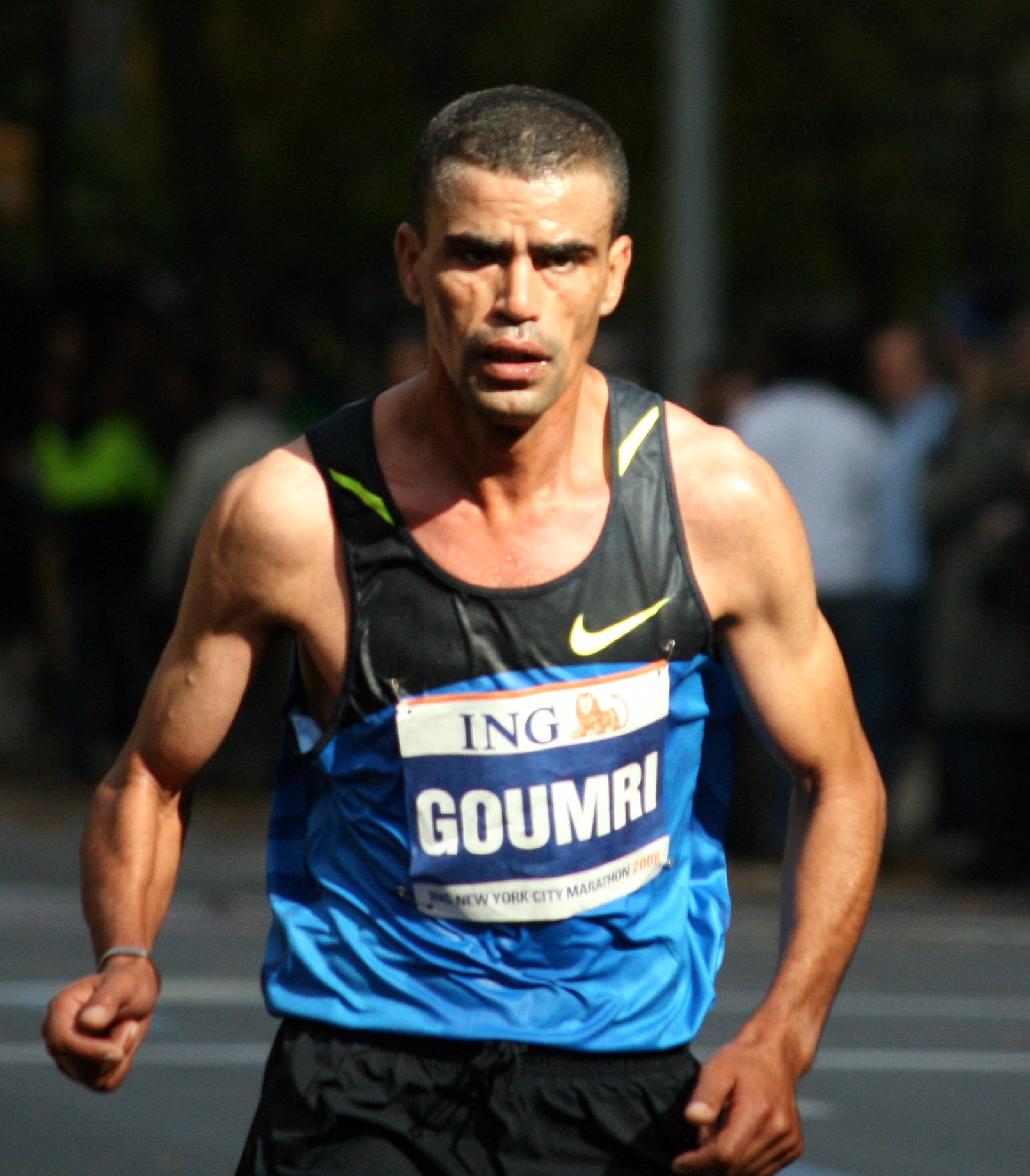
Abderrahim Goumri (DOP)

## Video
- Marathon Men, IAAF World Championships Results 04Sep2011, youtube.com, abgerufen am 21. Dezember 2020